# Millennium (série télévisée, 1996)
Ne doit pas être confondu avec Millenium (série télévisée, 2010).
Pour les articles homonymes, voir Millennium.
 (août 2022).
La série télévisée MillenniuM (« millénaire » en latin), stylisée MILLENNIuM et abrégée MM, est une série américaine en 67 épisodes de 43 minutes, créée par Chris Carter. Elle a été  diffusée entre le 25 octobre 1996 et le 21 mai 1999 sur le réseau Fox et, en simultané sur le réseau Global au Canada.
En France, la série a été diffusée sur RTL9 dès la fin de novembre 1996 tout comme sur RTL-TVI, Club RTL et Plug TV en Belgique aussi puis à partir du 5 juillet 1998 dans le bloc de programmes Séries illimitées présenté par Frédéric Joly sur France 2. La chaîne publique démarre par l'épisode numéro 2. Elle est ensuite rediffusée sur Série Club, qui diffuse l'épisode 1 resté inédit, puis sur Jimmy. En Suisse, en juillet 1998 la série a été diffusée sur la TSR, et au Québec à partir de février 2000 sur Ztélé.

## Synopsis
Frank Black, ancien agent du FBI, enquête désormais sur les crimes les plus sombres pour le compte d'un groupe privé appelé MillenniuM.
Il possède un don surnaturel lui permettant de voir à travers les yeux des meurtriers et tueurs en série.

## Univers de la série

### Washington
L'État forestier de l'extrême Nord-Ouest des États-Unis contigus, est le théâtre premier de l'histoire (la plupart des affaires prises en charge par Frank Black s'y déroulant). 

#### Seattle
Le siège côtier du comté de King est le lieu central de l'histoire, Frank Black officiant régulièrement en coopération avec la police locale.
La « ville pluvieuse » est celle où réside la famille Black, qui en est originaire.
1910 Ezekiel Drive
Adresse de la famille Black, qui vient d'y emménager au début de l'histoire.
Une maison de style colonial située dans une banlieue résidentielle.
Comme beaucoup de symboles christiques dans la série, celle-ci fait allusion à un passage biblique, en l’occurrence le dixième verset du dix-neuvième chapitre du Livre d'Ézéchiel :

« Ta mère était, comme toi, semblable à une vigne, plantée près des eaux. Elle était féconde et chargée de branches, À cause de l'abondance des eaux. »

Ici, la « mère » est mise en parallèle avec Seattle, ville d'origine de la famille Black.
Par son climat local couramment humide et pluvieux, ainsi que sa situation géographique, l'eau est symboliquement rattachée à la « ville pluvieuse » et, plus largement, à l'État de Washington.

### Virginie
Ce Commonwealth du Sud des États-Unis contigus est le lieu de vie des parents de Catherine Black et beaux-parents de Frank.

#### Falls Church
Après les événements du final de la seconde saison, Frank Black a emménagé avec sa fille Jordan au no 15527 d'une banlieue résidentielle de la ville indépendante la plus septentrionale de l'État de Virginie.

#### Quantico
La ville du comté de Prince William est — à la troisième saison — le lieu où travaille Frank Black, qui a quitté le groupe MillenniuM et réintégré le FBI en tant qu'agent.
 FBI Academy (Marine Corps Base Quantico)
Lieu de travail de Frank Black et de l'agent Emma Hollis.
Les infrastructures de l'Académie du FBI, situées sur un terrain boisé d'1,6 km2, sont accueillies par la base militaire du Corps des Marines de Quantico, et servent de lieu d'entraînement pour la formation des nouveaux agents spéciaux des agences fédérales du Federal Bureau of Investigation et de la Drug Enforcement Administration.

## Distribution

### Principaux
- Lance Henriksen (VF : Bruno Devoldère) : Frank Black (en)
- Megan Gallagher (VF : Clara Borras) : Catherine Black (en)
- Klea Scott (en) (VF : Christine Delaroche) : Agent Emma Hollis (en)

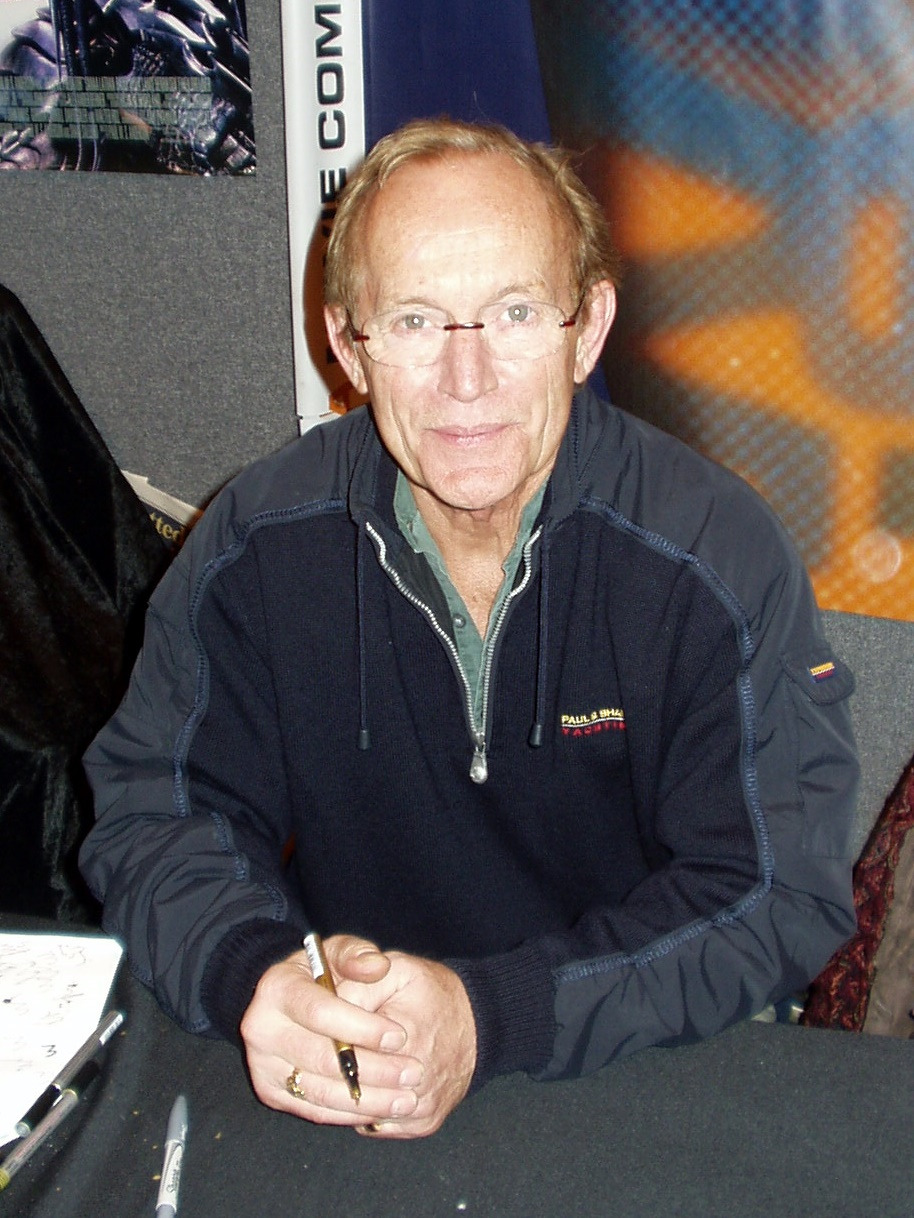
Lance Henriksen interprète Frank Black.
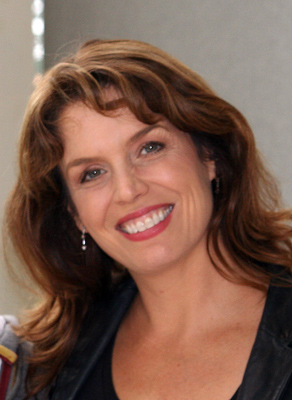
Megan Gallagher interprète Catherine Black.
Klea Scott interprète l'agent Emma Hollis.

### Récurrents
- Brittany Tiplady (VF : Chantal Macé) : Jordan Black
- Bill Smitrovich (VF : Jean-Claude Sachot) : Lieutenant Robert « Bob » Bletcher
- Terry O'Quinn (VF : Igor De Savitch) : Peter Watts
- Stephen James Lang (VF : Jean-Pierre Denys) : Inspecteur Robert « Bob » Giebelhouse
- CCH Pounder (VF : Rosine Proust) : Cheryl Andrews
- Sarah-Jane Redmond (VF : Virginie Ledieu) (Saison 1) (VF : Ninou Fratellini) (Saisons 2-3) : Lucy Butler
- Kristen Cloke (VF : Rafaèle Moutier) : Lara Means
- Peter Outerbridge (VF : Guy Chapellier) : Agent spécial Barry Baldwin
- Stephen E. Miller (VF : Pierre Baton) : Directeur adjoint Andy McClaren

Brittany Tiplady interprète Jordan Black.
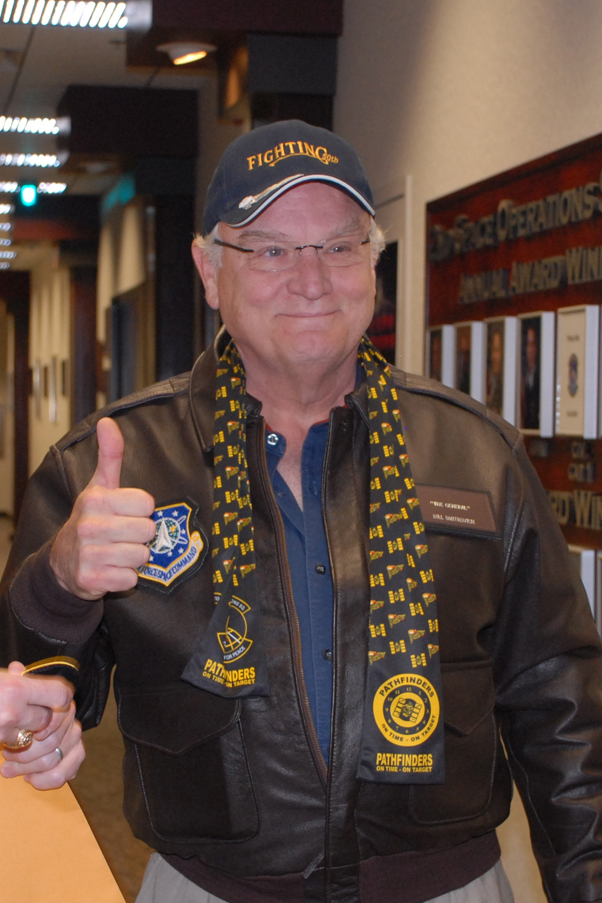
Bill Smitrovich interprète le lieutenant Robert « Bob » Bletcher.
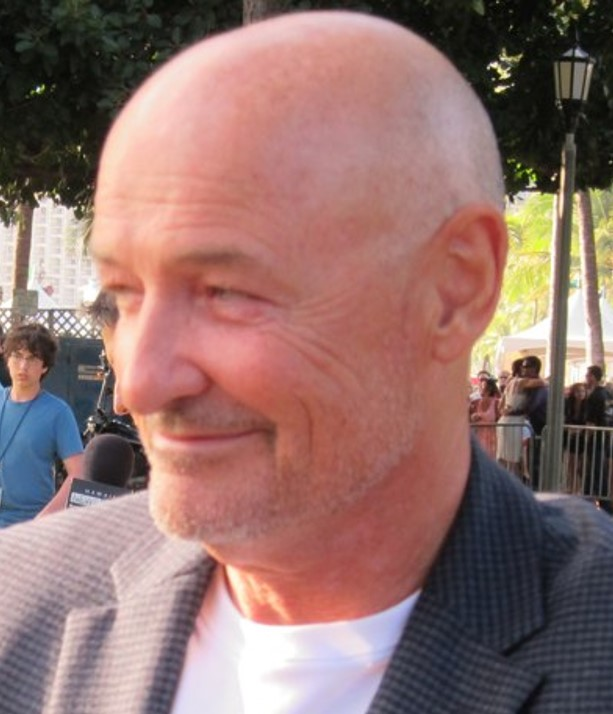
Terry O'Quinn interprète Peter Watts.
Stephen James Lang interprète l'inspecteur Robert « Bob » Giebelhouse.
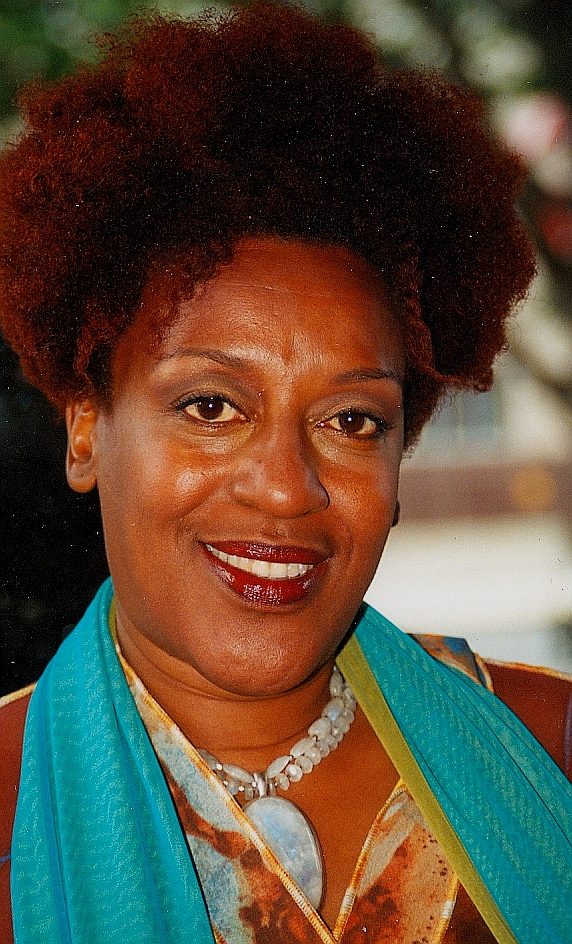
CCH Pounder interprète Cheryl Andrews.
Sarah-Jane Redmond interprète Lucy Butler.
Kristen Cloke interprète Lara Means.
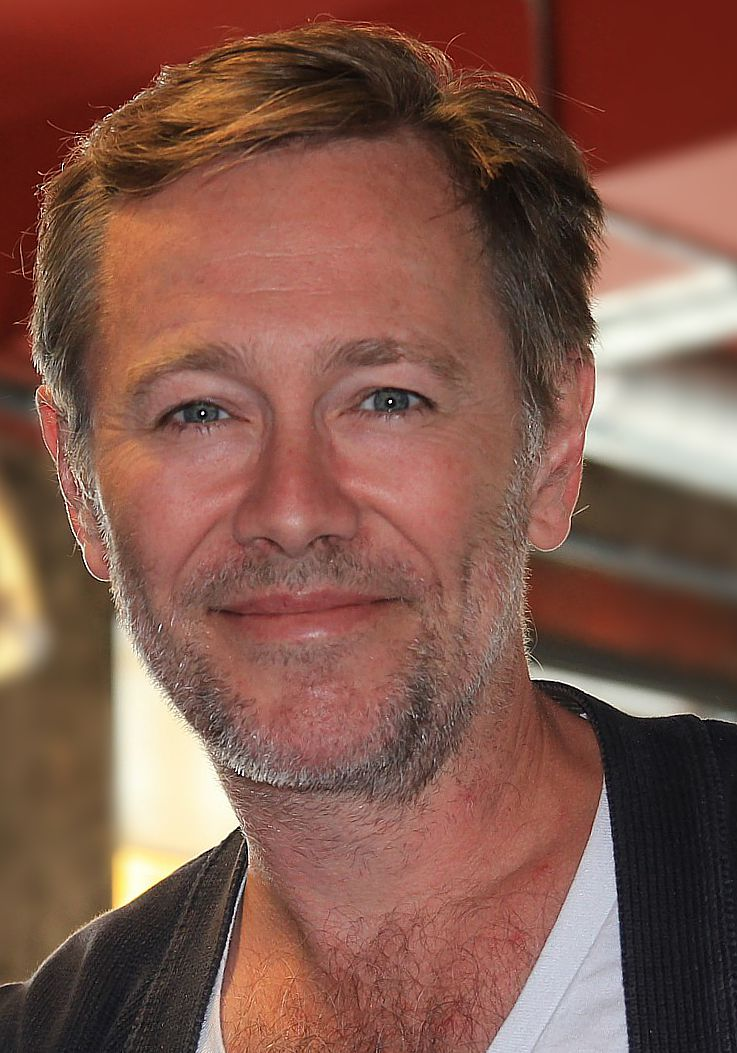
Peter Outerbridge interprète l'agent spécial Barry Baldwin.
Stephen E. Miller interprète le directeur adjoint Andy McClaren.

## Épisodes
(août 2022).

### Liste des épisodes

#### Première saison (1996-1997)
1. La Seconde Venue (Pilot)
Ce premier épisode introduit le contexte et montre qui est le personnage principal.
Doté de la capacité de voir ce que les criminels perçoivent, Frank – un ex-agent du FBI – déménage à Seattle pour fuir un criminel qui lui envoie des polaroids de sa femme et de sa fille.
Il cherche à créer un cadre sécurisant pour sa famille. Cependant, inquiet, il reçoit de nouveaux polaroids récemment photographiés.
En outre, il est confronté à un tueur en série psychotique qui tente de réaliser une prophétie relatée dans un poème de William Butler Yeats tout en étant en lien avec L'Apocalypse de Saint Jean et les propos de Nostradamus : il tente de purifier Seattle des gens qui ont le sida afin d'apaiser de profondes angoisses. Avec l'aide de la police, du groupe MillenniuM composé d'anciens agents du FBI et en faisant appel à ses perceptions psycho-spirituelles, Frank dresse un profil du tueur qui contribue à le mettre hors d'état de nuire.
2. Le Visage de la Bête (Gehenna)
L'action de ce deuxième épisode se déroule à San Francisco.
Un groupe de jeunes en grosses cylindrées rôdent dans un complexe industriel. À un moment donné, ils s'attaquent à l'un des leurs en le droguant de LSD, en l'effrayant considérablement pour finir par le laisser sur place où il sera attaqué par une créature.
Lorsqu'une quantité inquiétante de cendres humaines est découverte dans un parc de San Francisco, Frank est contacté par le groupe Millennium pour enquêter sur les homicides. Frank perçoit que le criminel a utilisé le feu sur ses victimes tout en se délectant de leurs souffrances. L'analyse des résidus amène les enquêteurs à l'usine abandonnée. Frank s'y rend et a des visions cauchemardesques : c'est bien là qu'ont été perpétrés les crimes commis par une Bête. On y retrouve des dents humaines.
En parallèle à l'enquête, la tension est mise autour de la famille de Frank : une ombre à l'extérieur de la maison terrifie sa femme Catherine alors qu'elle est à la maison avec sa fille Jordan. Elle se demande ce qu'il se passe. Elle confie à Bletch que Frank ne doit jamais être au courant de ses inquiétudes sinon il arrêterait toute activité professionnelle.
Contacté par Mike Atkins, un collègue de Frank affirme qu'il est possible que l'objectif du rôdeur soit d'angoisser Frank. Mais pour lui, le danger est minime. L'étude des dents humaines amène Frank sur la trace d'un immigré russe qui a disparu il y a six mois. Il s'avère qu'il est devenu adepte d'une secte apocalyptique qui cherche à détruire les infidèles dans les feux de la Géhenne (l'enfer en hébreu). Frank se rend dans un lieu fréquenté par des sectateurs et interpelle la prochaine victime. Frank la protège en l'interrogeant au poste de police. Drogué, angoissé et délirant, l'homme relève le contrôle terrifiant du gourou de la secte sur ses membres : ils ne peuvent échapper à la Bête et à son pouvoir. L'homme déclare préférer mourir que de continuer à être une de ses victimes. Frank rentre chez lui et découvre un lien sur Internet parlant de la « Gehenna Industries ».
À San Francisco, Atkins découvre un entrepôt d'armes. La Bête attaque Atkins en l'attirant dans un four industriel où elle a tué ses précédentes victimes. Frank perçoit la menace et envoie la police secourir son collègue qui est toutefois blessé.
Grâce aux actions du groupe Millenium, la secte est détruite et son leader emprisonné.
3. L'Empreinte de la mort (Dead Letters)
L'épisode commence au domicile familial de Frank. Sa fille est brutalement réveillée par un cauchemar.
Frank est convié à enquêter sur le meurtre d'une femme découverte dans un refuge pour animaux dans la ville de Portland en Oregon. Elle a été horriblement démembrée. Intuitivement, Frank sent que le meurtrier va récidiver et qu'un message va être découvert. Frank fait équipe avec Jim Horn, un détective de Portland, qui va peut-être rejoindre le groupe Millenium.
Psychologiquement, Jim est plutôt tendu à la suite d'une rupture sentimentale et est sceptique quant aux qualités de Frank.
Un nouveau crime est commis. Le cadavre est retrouvé au bureau de poste United Parcel Service (UPS). Frank avait vu juste : en examinant un cheveu de la victime, il y découvre un message caché : les mots "Cheveux aujourd'hui… Disparus demain" sont écrits avec précision.
Il étudie la psychologie du meurtrier et en déduit qu'il tente de laisser sa propre trace dans une société qui l'a détruit.
De son côté, Jim, sous la charge mentale que fait peser les enquêtes, commence à s'identifier lui-même ou ses proches aux victimes et il diabolise les meurtriers. Il frise dangereusement la folie. Plein de compassion pour son collègue, Frank se montre soucieux. En effet, l'état mental de son coéquipier pourrait avoir un impact négatif sur la suite de l'enquête.
Le meurtrier est, à nouveau, passé à l'acte : une infirmière est trucidée. Frank découvre un nouveau message disant "Rien de risqué, rien de gagné" ainsi que le verre des lunettes du meurtrier qui a été brisé sur la scène de crime. Frank pense que l'assassin est arrogant à cause du dernier message où il s'adresse aux enquêteurs avec mépris et dérision.
Frank décide d'utiliser cet élément précis pour pousser le criminel à commettre une erreur en l'incitant à se montrer lors des obsèques de la dernière victime. Il utilise les médias pour faire passer le tueur pour quelqu'un de peu intelligent parce qu'il commet des fautes d'orthographe afin de le pousser à se manifester durant les funérailles.
Mais Jim fait échouer l'opération en s'en prenant à une personne qui n'est pas l'assassin qui n'a pas été appréhendé.
Cependant, un autre message est trouvé. Frank décide d'utiliser tous les éléments en sa possession pour retrouver le tueur en étudiant minutieusement les images vidéos de l'enterrement. Il trouve des éléments probants le menant sur la piste du tueur et sa future victime qui n'est autre que Frank lui-même !
Pendant ce temps, Jim, de plus en plus angoissé, pense voir le criminel et son véhicule partout et constamment.
Il avoue à Franck avoir besoin d'une pause et rentre chez lui.  Sur le chemin du retour, son véhicule tombe en panne.
C'est alors que le van de l'assassin apparaît. Jim l'attaque et le bat presque à mort. Il est sur le point de compromettre le van comme pièce à conviction.
Après ces événements, Jim questionne Frank sur ce qui l'aide à rester professionnel face à autant de violence. Il n'a pas de réponse à lui offrir. Le soir, il l'obtient quand il berce tendrement sa fille dans ses bras…
4. Le Juge (The Judge)
L'action démarre au café d'un bowling de Seattle. Carl Nearman, ancien détenu, s'attaque à un homme sur le parking du café.
Annie Tisman, une veuve d'âge moyen, reçoit une langue découpée. Millenium est chargé de l'affaire.
Cela fait presque un lustre que des morceaux de cadavre sont envoyés à des personnes.
La police ne retrouve aucun corps et rien ne relie les personnes qui reçoivent les paquets ensanglantés.
Intuitivement, Franck ressent que l'auteur du crime est très conscient de sa violence.
Il contacte Cheryl Andrews, une experte en médecine légale.
Son analyse de la langue relève que l'assassin a modifié son mode opératoire : elle a été coupée post mortem.
Le plan suivant montre Bardale, un récidiviste violent, abordé par le juge qui n'est autre que le meurtrier en série.
Il le convainc d'agir pour lui : cela donnera un sens meilleur à sa vie en servant la justice.
Il lui commande d'assassiner Carl Nearman.
Dans un bowling, le corps du détective Mellen, un policier à la retraite, est découvert.
Frank comprend que Nearman n'a pas l'intelligence pour commettre de tels meurtres et déduit qu'il est à la botte d'une personne plus ingénieuse.
En outre, il met en perspective le mobile du tueur quand il se rend compte que Mellen a fait un faux témoignage à la justice.
Cela a eu pour conséquence d'envoyer le défunt mari de Mme Tisman en prison.
Franck conclut que le meurtrier fait justice lui-même en employant des hommes violents qui sont enrôlés comme des bourreaux à sa solde.
On voit que le juge condamne Biggs, un propriétaire qui a été négligeant.
En tant qu'exécutant de la sentence, Bardale doit amputer la jambe de la victime encore vivante et consciente.
Le pied est découvert et l'enquête emmène là où se trouve Briggs.
Frank retrouve Bardale, ainsi que le juge qui est relâché pour faute de preuves insuffisantes.
Bardale finit par assassiner le juge, car il n'a pas respecté lui-même la justice en lui échappant.
Il le condamne à mort pour hypocrisie et le pousse dans un enclos à cochons où il est dévoré vivant.
5. Le Complexe de Dieu (522666)
Dans cet épisode, Frank est confronté à un poseur de bombe, Dees, qui a un complexe de Dieu : il fait exploser des édifices publics pour ensuite intégrer l'équipe de sauveteurs afin d'être glorifié.
Frank dresse un profil du tueur grâce notamment au code « 522666 » qu'il tape sur son clavier de téléphone alors qu'il prévient qu'une bombe va exploser : il est capable de fabriquer professionnellement des bombes, dispose de moyens pour écouter la police, est obsessionnel, veut être vu, se croit être une star et faire exploser ses engins lui procure une grande satisfaction sexuelle.
Au téléphone, Frank arrive à le piéger en titillant son égo et rentre dans une relation de pouvoir avec lui.
Il le provoque et le piège d'une manière telle que Dees annonce un prochain attentat.
Frank, sous pression, comprend où l'explosion va avoir lieu : il prévient la police qui en est la victime.
Cependant, Dees a planqué une autre bombe qui vise Frank lui-même.
Frank est sauvé par un homme qui n'est autre que Dees lui-même.
Glorieux, le tueur passe à la télévision pour finir par menacer Frank lui-même.
La police arrive à l'arrêter en le tuant sauf qu'aucune bombe n'a été retrouvée.
Dans la mort, le meurtrier a obtenu ce qu'il voulait : il passe à la télévision.
6. Désillusion (Kingdom Come)
Au début de cette enquête, Frank est confronté à l'immolation d'un prêtre dans un rituel précis par Galen Calloway.
Il retrouve Ardis Cohen avec qui il a travaillé quelques années auparavant concernant des crimes similaires.
Un deuxième crime est commis sur un pasteur du Wyoming.
L'étude des modèles opératoires montre que le tueur use des procédés de torture utilisés par l'Inquisition contre les hérétiques.
Sur les lieux du crime, des alliances sont retrouvées.
Cela mène Frank vers le tueur qu'il croise dans une église de Rockford, en Illinois.
Il a une vision qui renseigne sur le mobile des crimes : c'est la dévotion qu'il tente d'anéantir et non des personnes : il tue des personnes qui représentent la foi.
Surpris par Frank, il commet des erreurs notamment en laissant ses empreintes et a volé des dossiers précis renseignant la personne qui sera sa prochaine victime : le révérend Harned qui sera assassiné.
Cela permet à Frank de le poursuivre et de se rapprocher de lui grâce à l'enquête qui permet de trouver le nom du tueur ainsi que mieux comprendre son histoire : il a perdu sa famille dans un incendie.
Le dénouement se déroule à l'endroit où a eu lieu la messe de funérailles de sa femme et de sa fille.
Calloway prend en otage toutes les personnes présentes lors de l'office.
Au risque de sa vie, Frank s'interpose entre les policiers et Calloway et explique qu'il a de l'empathie pour lui : il n'a jamais perdu la foi en Dieu malgré ce qu'il a vécu et voudrait définitivement l'anéantir.
Calloway en prend conscience et tente d'abattre Frank.
Il échoue et est mis hors d'état de nuire.
Cette histoire affecte profondément Frank, qui partage avec sa famille qu'il est important d'équilibrer les sentiments de doute et douleur avec ceux de la foi et du courage.
7. Parenté sanglante (Blood Relatives)
L'action démarre dans un cimetière de Seattle, James Dickerson observe un enterrement. Il rencontre la famille et se fait passer pour un ami du jeune homme décédé.
Le soir, la mère du défunt se rend sur sa tombe ouverte. Soudain, elle se fait agripper par une main qui violemment la fait chuter dans le trou.
Son corps complètement mutilé est découvert le matin suivant.
Frank enquête sur les lieux du crime et comprend que le tueur est enragé envers une autre personne que la victime. Il rencontre la famille qui se rend compte qu'elle connaît le jeune homme.
En outre, un objet est manquant : l'insigne de l'équipe de soccer du jeune homme décédé.
Frank comprend de mieux en mieux la psychologie du jeune tueur qui fréquente souvent des enterrements et se lie aux familles avec sympathie.
Pour ce faire, il mémorise leur biographie et intègre leurs souvenirs.
James remet le coup : il approche une famille et plus particulièrement, Tina, une amie d'enfance du défunt.
Elle est assassinée dans un lac après avoir été prise dans les bras par James.
Ce dernier a été rejeté par Tina qui a ressenti un malaise. Attristé, James s'enfuit.
C'est après son départ qu'elle est projetée violemment dans le lac.
Son corps est mutilé. Un message est retrouvé sur son corps.
Cela met la puce à l'oreille de Frank qui se met à chercher d'autres messages sur les cadavres précédents.
Des indices sont trouvés et amènent les enquêteurs chez le tueur qui est un ancien prisonnier.
Son dossier est scellé et il habite une institution. Connor, le gestionnaire, facilite la fuite de James.
Frank trouve les affaires personnelles du jeune homme et dresse plus amplement son profil : abandonné, négligé, violenté, s'élève tout seul et en recherche d'une famille.
C'est Miss Dechant qui l'a recueilli.
C'est cette quête qui le pousse à en rencontrer lors d'enterrements.
La suite de l'épisode montre un triangle amoureux entre Connor, James et Mme Dechant.
Connor est le véritable meurtrier : il voulait garder James, lui aussi en quête de famille, que pour lui-même.
James cherchait à prendre la place des jeunes hommes disparus pour trouver, enfin, un foyer.
Connor tente de tuer Miss Dechant. Frank s'interpose, lave l'honneur de James qui était accusé des crimes et arrête Connor.
8. Un verrou sur le cœur (The Well-Worn Lock)
L'action se situe au Madison Park, Washington.
Joe Bangs, un père de famille, ressent de vives pulsions incestueuses envers sa fille de 9 ans.
Il a déjà abusé de sa plus grande fille de 32 ans, Connie.
Voulant protéger sa petite sœur, elle s'interpose, combat son père et finit par prendre la fuite.
Elle est retrouvée complètement perdue dans la rue.
Catherine, la femme de Franck, est chargée de s'occuper de la famille Bangs.
Connie veut protéger sa petite sœur et décide de parler après 23 ans de silence.
Cependant, la protection de l'enfance ne peut intervenir que s'il y a réellement une affaire et après une évaluation psychiatrique de la plaignante.
Les enquêteurs sont chassés de la maison des Biggs : le père a le bras long et peut faire pression sur le procureur au point que l'emploi de Catherine se voit être menacé.
On apprend que Sara est née de la relation incestueuse entre Connie et son père.
Elle est mise à distance de son père qui l'enlève.
Il est arrêté alors qu'il est caché dans un lieu connu de la famille : une cabane dans les bois.
Connie arrive à témoigner contre lui lors de l'audience du tribunal.
Catherine l'aide à dépasser la situation en posant un geste symbolique : elle jette le verrou de la chambre - le lieu des crimes - dans un lac.
9. Meurtres sans effraction (Wide Open)
L'assassin de cet épisode, Cutter, se cache dans des maisons à vendre pour y assassiner, le soir venu, la famille qui y vit tout en laissant en vie la plus jeune des filles, Patricia, qui a réussi à se cacher.
Franck peut approcher Cutter, car il signe le livre des visiteurs de la maison.
En effet, grâce à une enquête graphologique, il constate qu'il a laissé sa trace dans quarante maisons en visite libre.
Le criminel recommence son coup et assassine une femme.
Franck trouve un « X » sur le tapis de la maison.
Patricia se met aussi à dessiner des « X » avec des crayons de couleur.
Dans une vidéo, les enquêteurs constatent que Cutter a laissé Patricia en vue par sadisme : en étant interrogée, elle va revivre son traumatisme.
Cutter commet une erreur : il tente de provoquer la police, mais cela échoue : il est rattrapé et décède après une chute.
On apprend qu'il a lui-même, enfant, été témoin du meurtre de membres de sa famille qui ont, au passage, été torturés à mort.
10. Angel (The Wild and the Innocent)
C'est à Joplin (Missouri), dans l'État de Missouri que bien des crimes vont être commis.
Une jeune femme, Maddie subit une tentative de viol par Jim Gilroy.
Son petit ami, Bobby, intervient et assomme l'assaillant.
Le couple décide de déplacer Jim en voiture.
Arrêté par un policier à cause d'un phare défectueux, Bobby tue le représentant de l'ordre.
Il sort de la voiture, tabasse Gilroy avec insistance pour avoir réponse à cette question : « Où est-il ? ».
Il renseigne une ferme.
En rage, Bobby s'attaque aux fermiers et les assassine, car il ne sait pas répondre à sa question.
Il s'attaque à nouveau à Gilroy qui finit par lui donner la réponse attendue.
Il enferme à nouveau Gilroy dans le coffre de la voiture et la précipite dans un lac.
Le couple vole ensuite la voiture des fermiers.
Grâce à la voiture du policier ayant filmé le meurtre, Frank reconnaît Gilroy qui n'est autre qu'un pseudonyme.
Son véritable nom est Jake Waterston, un violeur et assassin multirécidiviste connu par les services de police.
En fouillant la maison de Maddie, Frank découvre que le mot « Ange » est écrit sur un téléviseur.
La police poursuit son enquête et retrouve la voiture.
Vivant, Gilroy est inculpé des meurtres commis par le passé et finit écroué.
Cependant, il refuse de dire quoi que ce soit concernant la mort du policier.
Frank épluche la correspondance de Maddie et découvre qu'Angel est le prénom de son fils.
Le bébé a été vendu par Gilroy – l'ex-compagnon de la mère de Maddie – à la famille des Travis pour s'acheter une toute nouvelle télévision.
Bobby attaque la maison des Travis pour reprendre l'enfant.
Il se met à sangloter.
Maggie se rend compte qu'il est heureux avec les Travis.
Elle décide de leur rendre le bébé.
C'est quand Bobby s'y oppose que Maddie dégaine son arme et l'abat.
11. Mauvaises Graines (Weeds)
L'action se passe à Vista Verde Estates dans l'État de Washington.
Josh Comstock, un adolescent est enlevé en soirée.
Le lendemain matin, ses parents retrouvent le corps d'un autre jeune, Kirk Orlando, dans son lit.
Josh est manquant.
La police chargée de l'affaire identifie le jeune et s'en veut de ne pas avoir averti la population de l'enlèvement de Kirk.
L'étude de son estomac révèle la présence de sang humain.
Un étrange tas de billets de banque découpés en confettis est retrouvé par le père de Kirk dans sa boîte aux lettres.
La tension est vive lors de la réunion communautaire organisée par Edward Petey.
En effet, Robert Birckenbuehl s'en prend au shérif et lui reproche de cacher des faits.
Il est annoncé que le tueur se cache parmi eux.
La famille de Josh découvre le numéro « 331 » sur le lit de leur fils disparu.
Il correspond à la chambre d'hôtel que le père utilise lors de ses ébats avec sa maîtresse.
Le meurtrier est à nouveau à l’œuvre : il s'en prend au fils de Birckenbuehl et l'enlève.
Frank découvre que les poissons rouges de l'adolescent ont été décimés par l'ajout de Scotch dans l'aquarium.
L'enquête se poursuit : Frank interroge Adam Burke, un entraîneur de natation qui connaît les deux jeunes disparus.
Ce monsieur a vu son propre fils être tué par un chauffard.
Un nouvel événement étrange se produit : Frank réceptionne un courrier contenant le numéro « 528 » sur un échantillon de peinture.
Un soir, le père de Josh le retrouve vivant dans son salon.
Il a été contraint d'avaler lui aussi du sang humain.
L'étude de la peinture révèle la marque de la voiture utilisée par le ravisseur.
Il s'agit du même véhicule qui a écrasé le fils de Burke.
Frank émet des déductions : le meurtrier a ramené Josh parce que son père a été honnête quant à sa liaison.
Il comprend le sens du tas de confettis : le père du jeune manifeste une addiction aux jeux de hasard, ce qui est un péché.
Le billet de banque le symbolise.
Enfin, il déduit que Charlie a été enlevé car Robert Birckenbuehl est le chauffard en fuite qui a tué Burke.
Le profil peut être dressé : le tueur se considère comme un redresseur de péchés, un saint qui expie les péchés des pères fautifs en faisant boire son propre sang à leurs adolescents.
Black incite Robert à avouer son délit de fuite.
Il le fait publiquement mais continue de nier en privé.
Le tueur n'est pas dupe et retient son fils.
C'est l'étude d'une cassette audio qui mène Frank au tueur qui n'est autre qu'Edward Petey.
M. Birckenbuehl s'est suicidé dans sa propre chambre.
12. Amour immaculé (Loin Like a Hunting Flame)
Cette histoire démarre dans le Colorado, à Boulder.
Une rave party est organisée dans un entrepôt.
Un pharmacien, Nesbitt, drogue un couple, filme leurs relations sexuelles pour finalement les empoisonner.
L’assassin met en scène les cadavres : presque nus à l'image d'Adam et Eve dans un jardin botanique.
Grâce à une ruse, Nesbitt va passer à nouveau à l'acte et éliminer un couple d'échangistes cette fois qu'il met à nouveau en scène : sur un banc, tête contre tête comme des amoureux.
Un troisième couple est enlevé à la pharmacie où Nesbitt travaille mais n'est pas tué.
Grâce aux analyses des substances utilisées, Frank conclut que le meurtrier a accès à des produits très difficiles à obtenir.
Il pense aussi que Nesbitt consomme lui-même la drogue pour passer à l'acte, que cela rend ses propres fantasmes sexuels plus réels.
L'intervention du groupe Millennium permet à Frank d'approcher la pharmacie de Nesbitt qui est absent.
Ils comprennent qu'il est le meurtrier en série.
Sa psychologie est mise en avant : il n'a plus de relations sexuelles avec sa propre femme depuis des années.
Frank émet un profil : Nesbitt remet en scène la trame de sa propre vie amoureuse et sexuelle avant de s'être marié.
L'équipe fouille la maison, découvre le troisième couple enlevé.
Nesbitt se suicide alors qu'il tentait d'éliminer sa propre femme.
13. Force majeure (Force Majeure)
Une femme, Lauren, s'enflamme en prenant la cigarette d'une femme dans les mains sur le site du Washington Polytech.
Frank enquête et prend connaissance, via l'assistante de Lauren, qu'elle était intéressée par une théorie prophétique concernant l'alignement des 7 planètes qui causerait un déluge cataclysmique le 5 mai 2000.
Frank croise Denis Hoofman, un membre du groupe Millennium.
Watts informe Frank qu'Hoffman est apparu lors d'une enquête sur une secte.
L'enquête avance : les parents de Lauren ne sont pas les siens et il n'existe pas de preuves d'adoption.
En outre, l'autopsie révèle qu'elle a utilisé un accélérateur et que l'immolation est la cause de la mort.
Le médecin légiste découvre un symbole signifiant la conjonction astrologique en astrologie.
Carlin, une autre jeune femme, se suicide par la noyade. Elle est la jumelle de Lauren née 7 ans plus tard.
Frank pense qu'une personne utilise des techniques de clonage pour créer la même personne à des intervalles précis pour faire coller la réalité à la prophétie du 5 mai 2000.
Frank a vu juste : sous l'Atrium de Pocatello, dans l'Idaho, une personne a appelé un grand nombre de filles depuis cet endroit.
Les enquêteurs poursuivent le concepteur de l'Atrium qui a aussi construit une maison isolée.
Les filles y sont retrouvées.
Elles ont été créées par un homme qui respire artificiellement grâce à une machine.
Il explique son intention qui est de sauver l'humanité via ses clones et de refaire le monde à son image, étant donné le cataclysme qui arrive.
Pendant ce temps, les filles se sont enfuies et ont disparu dans la nature avec Hoffman.
Frank comprend que l'Atrium est une forme d'arche et que toutes les filles devraient s'y retrouver le 5 mai 2000.
14. Les Blessures du passé (The Thin White Line)
L'épisode démarre à l’hôpital.
Frank approche une femme qui présente des entailles précises qui l'intriguent.
Elle décède de ses blessures.
Frank se met à enquêter sur la victime : elle s'appelle Anne Rothenburg.
C'est son mari qui l'a découvert.
La police pense qu'il a été attaqué par un cambrioleur.
Le meurtrier a assassiné un employé d'un magasin disposant d'une caméra de surveillance.
En observant la vidéo, Frank remarque qu'une moitié d'une carte d'un valet de pique a été lancée sur le sol.
L'autre moitié de la carte est découverte chez les Rothenburg.
Cette affaire rappelle à Frank celle de Richard Alan Hance qui est exclu de l'armée.
Hance a commis une série de crimes en série et déposait des cartes à jouer sur les lieux du crime.
Il a aussi blessé Frank qui sut néanmoins l'arrêter.
Frank pense que c'est un ex-camarade de prison de Hance, Jacob Tyler, qui commet les meurtres pour Hance.
Frank décide de se confronter, non sans crainte, à Hance.
En discutant avec lui, Frank prend conscience du schéma opératoire de Hance et de Tyler qui n'est, finalement, qu'un copycat qui va se reproduire un jour ou l'autre.
Cela se produit mais Tyler est mis hors d'état de nuire.
15. Le Sacrement (Sacrament)
Le frère de Frank, Tom fait baptiser sa fille à Seattle.
Après la cérémonie, la femme de Tom, Helen, se fait enlever.
Jordan et Tom sont témoins de l'enlèvement.
Frank décide de participer à l'enquête.
Il ne parvient pas à identifier l'auteur de l'enlèvement sur la base des photos des personnes présentes à la cérémonie.
Par contre, il constate un détail : la personne a abordé Helen à l'aéroport.
La voiture est retrouvée avec des traces de sang d'Helen.
Watts participe lui aussi à l'enquête en fournissant la liste des prédateurs sexuels de la région.
Le ravisseur est reconnu : il s'agit de Richard Green.
Watts assure que cela ne peut être lui : il est sous surveillance constante de la police et vit chez ses parents.
Frank n'annonce pas à son frère qu'il est sur une piste sérieuse.
Cependant, il arrive à obtenir l'information et agresse Green à son domicile mais ce dernier nie être responsable de quoi que ce soit.
Tom est stoppé par la police.
L'enquête se poursuit avec l'analyse de la voiture abandonnée qui amène Frank et Watts dans une cabane abandonnée au cœur d'une forêt.
Ils y trouvent le sang de Tom et d'Helen ainsi que son alliance.
Green est arrêté.
Sur la pelouse de sa maison, la police découvre un corps décomposé dans un sac en plastique.
Dans la cave, Helen est retrouvée derrière une cloison.
Elle est inconsciente mais bien vivante.
L'auteur des crimes est le père de Tom qui a contraint son fils à lui fournir des victimes.
16. Le Pacte (Covenant)
En Utah, comté de Weber, Frank est appelé par le procureur pour établir le profil du shérif William Garry condamné par la justice pour être l'assassin de sa femme et de ses trois enfants.
Une question lui est posée : « Mérite-t-il la peine de mort ? ».
Avec l'adjoint du shérif et ami de Kevin Reilly, Frank commence son investigation dans la maison du meurtrier.
Il découvre une série de chiffres ensanglantés : "1, 28, 15".
Leur présence n'a reçu aucune signification.
Frank poursuit sa recherche en étudiant l'audition de Garry.
Il le rencontre et pense qu'il lui ment : il a offert une sculpture d'ange à sa femme pour ensuite tuer toute la famille avec l'œuvre d'art comme arme ?!
Frank pense que Garry n'est pas le meurtrier.
Il passe au polygraphe qui indique qu'il est bien coupable.
Frank soupçonne une culpabilité profonde mais qui n'est pas liée au meurtre.
Il apprend, par un psychiatre, que la femme de Garry est bien fidèle mais que lui ne l'était pas.
L'autopsie des corps montre que le légiste s'est trompé : les blessures ne sont pas défensives.
Frank apprend que la femme de Garry était enceinte.
Les chiffres trouvés dans la maison renvoient à la Bible.
Devant la Cour, Frank explique que la mère n'est pas morte dans la cave et qu'elle est la meurtrière des enfants.
Ayant appris l'infidélité de son mari, elle a voulu qu'ils restent des anges car c'est ainsi qu'elle les perçoit.
Elle les a alors assassinés puis a commis un suicide dans la cuisine.
Avant de se tuer, elle a dit à son mari que tout est de sa faute et qu'il était impossible pour elle de mettre au monde un autre enfant vivant dans un monde infidèle.
Après le décès, Garry, se sentant coupable, est aidé par Reilly pour déplacer le corps et s'est endossé la responsabilité de tout ce qu'il s'est passé.
17. Les Jumeaux diaboliques (Walkabout)
Frank a disparu.
Catherine et Watts font le nécessaire pour le retrouver et fouillent son ordinateur.
Ils découvrent un email entre un certain docteur David Marx (qui n'est autre que le pseudonyme utilisé par Frank de par le passé) et un certain docteur Miller dit Danny.
C'est un policier qui retrouve Frank.
Il porte une identification utilisée dans les hôpitaux nommée « David Marx ».
Frank avoue ne se souvenir de rien tout en ayant l'intuition qu'une personne est décédée alors qu'il était lui inconscient.
Avec Watts, il se met sur la piste de Miller qu'ils retrouvent.
Ce dernier affirme avoir été contacté par Frank parce qu'il était intéressé par un médicament, le ProLoft.
Frank dément.
L'enquête emmène les deux hommes dans une clinique privée.
Frank a des visions : il a été emprisonné à cet endroit et a été drogué à son insu par une substance inconnue qui rend les gens enragés.
Il découvre, grâce aux documents de la firme pharmaceutique, qui sont les cobayes humains ainsi que les résultats de l'expérimentation.
Le corps de l'infirmière ayant facilité l'expérience est retrouvé dans une poubelle.
Frank retrouve Danny qui lui explique qu'il a lui aussi été un cobaye qui s'est mis en danger de mort à la suite de l'expérimentation.
La substance de la drogue a des effets contraires aux antidépresseurs ce qui explique la folie.
Hans Ingram, le responsable de l'expérience, s'attaque à Danny qui y perd la vie.
Pendant ce temps, des éléments concrets amènent Frank sur la piste d'Ingram.
Il découvre un corps sans yeux dans son frigo ainsi que des paquets de « Smooth Time » dans son bureau.
Appréhendé par Frank, Ingram avoue qu'il a fait tout cela pour sauver l'Amérique qui est devenue une population de morts-vivants endormis par sa propre société pharmaceutique et qu'il est là pour les aider.
À la fin de l'épisode, Frank avoue sa prise de conscience à sa femme : leur fille Jordan dispose, en partie, de ses dons et va l'aider prochainement.
18. Lamentation - 1re partie (Lamentation)
Le début de l'épisode montre Frank et Bob Bletcher en train de se promener au sommet d'une montagne dans la région des North Cascades, dans l'État de Washington.
Franck reçoit un message du FBI et écourte son voyage.
En effet, le docteur Ephraim Fabricant est manquant alors qu'il subissait une opération chirurgicale de don de rein.
Ce tueur en série a été arrêté pour le meurtre de cinq infirmières grâce au profilage de Franck des années plus tôt.
Watts trouve des indices significatifs : Fabricant est entré en contact avec Lucy Butler avec qui il est marié.
Interrogée, elle affirme ignorer où se trouve son mari.
Les enquêteurs sont interpellés par l'envoi d'une lettre sur la boîte de Butler.
Le contenu mentionne l'adresse de Franck qui, inquiet, contacte Catherine pour lui demander de vérifier le courrier reçu.
Une lettre attire son attention : elle contient des polaroids d'un juge qui est retrouvé assassiné.
Franck et Watts soupçonnent Butler : elle a été accusée d'avoir empoisonné à mort son fils avec un poison, la strychnine.
Elle a été innocentée.
C'est ce même poison qui a tué le juge.
Fabricant, quant à lui, est toujours vivant.
Il parvient à rejoindre l’hôpital : il a été amputé de force de son deuxième rein qui est retrouvé dans le frigo de Frank.
C'est Catherine qui retrouve l'organe.
Elle est attaquée immédiatement par Lucy.
Bletcher intervient pour sauver Catherine qui est soulagée d'apprendre que Jordan est protégée par l'agent Giebelhouse à l'extérieur de la maison.
Bletcher est confronté à Lucy qui, le temps d'un éclair, lui montre un visage de bête.
Le policier est retrouvé mort, la gorge tranchée.
Lucy parvient à s'échapper.
Arrêtée par la police sur la route, elle évite l'inculpation car aucune preuve n'existe contre elle.
Fabricant s'entretient avec Frank et lui explique que c'est la bête qui lui a soustrait son rein et qu'elle sait qui il est.
À la fin de l'épisode, Frank emmène Jordan à la montagne en randonnée.
19. Les Principes de la domination - 2e partie (Powers, Principalities, Thrones and Dominions)
L'épisode commence par un flashback.
Un avocat, Al Pepper, est agressé par un adolescent, Samaël, sur le parking d'un magasin.
Frank, présent lors de l'attaque, est témoin d'un phénomène étrange : Samaël fait émaner de ses mains un éclair de lumière.
Avant ce meurtre, Watts étudie le cas d'Eddy Pressman tué dans une maison de banlieue.
Son corps est entouré de symboles occultes dessinés maladroitement.
L'enquêteur contacte Frank qui hésite à continuer le travail avec Millennium à la suite du violent décès de Bletcher.
Catherine insiste pour qu'il le poursuive bien que Frank soit victime de cauchemars durant lesquels il vit une conversation avec Bletcher qui présente une gorge coupée.
Il avoue à sa femme qu'il doute profondément de sa capacité à percevoir l'esprit des tueurs.
Malgré cette profonde remise en question, Frank est aussi confronté à une intuition : le meurtre de Pressman est lié à celui de Bletcher.
Lors d'une conversation avec Watts, son collègue voit apparaître une personne à la fenêtre : il s'agit de Samaël qui disparaît dès que l'on se met à le poursuivre.
Ce dernier est aussi présent sur une photo prise à proximité du lieu du meurtre : l'adolescent fixe intensément l'objectif de l'appareil photo.
En même temps, la police a appréhendé un suspect : un certain Martin qui a égorgé une baby-sitter.
Frank pense qu'il n'est pas le suspect et le faisceau d'indices s'étiole peu à peu face à des faits étranges : les témoins n'arrivent pas à clairement l'identifier, disparition soudaine de l'arme du crime et impossibilité d'analyser les taches de sang sur une veste.
L'avocat de Martin a une attitude qui interroge : il tente d'engager professionnellement Frank tout en affirmant au juge être l'assassin de Bletcher.
On montre Martin qui fait courir une lame de rasoir sur une de ses artères.
Il est retrouvé mort mais ce n'est pas un suicide : il est mort d'une rupture d'anévrisme.
Frank pense que Pepper est impliqué dans sa mort.
Frank émet l'hypothèse que le meurtre de Pressman est une mise en scène qui n'a qu'un seul but : attirer le groupe Millenium sur les lieux du crime.
Mike Atkins, le mentor de Frank, est convié par une personne qui imite la voix de Frank à le rejoindre sur l'enquête.
Il est retrouvé dans sa chambre assassiné par un couteau de sacrifice planté dans son torse.
L'assassin est toujours présent dans le motel.
Franck le poursuit vers un supermarché.
L'assassin n'est autre que Pepper qui pousse un caddy.
Mais, subitement, son visage se métamorphose à plusieurs reprises : il prend les traits de Martin puis ceux de Lucy Butler.
On revoit la scène du début de l'épisode durant laquelle Samaël tue Pepper qui annonce à Frank que l'avocat est mort à cause de ses propres échecs et qu'il n'y a aucun gain pour sa famille à poursuivre son travail avec Millennium.
Frank associe Samaël à une énigme plus grande, qui le dépasse.
20. Un monde brisé (Broken World)
Dans le Dakota du Nord, Sally Dumont est assommée par un intrus dans une écurie où un cheval a été tué.
Franck se rend sur place car il pense être confronté à un psychopathe qui s'acharne sur les chevaux et qui risque bientôt de s'en prendre à des personnes.
Il découvre du sang et du sperme sur les lieux du crime.
L'assassin, Willi Borgsen, commet un nouveau meurtre après avoir électrocuté à mort des cochons.
Le propriétaire de la ferme est retrouvé lui aussi mort dans un bois proche, électrocuté par un appareil servant à tuer le bétail.
Les empreintes de ses bottes permet à Franck de prouver que Borgsen est l'auteur de l'enlèvement de Sally.
Un troisième meurtre est commis par le tueur en série.
Sa victime s'appelle Mary Ann Wright.
Borgsen rentre en contact avec Franck par téléphone et le provoque en lui disant qu'il éprouve une grande jouissance dans ses passages à l'acte.
Un échange avec une vétérinaire, Vaughan, amène Franck à comprendre que le tueur a vécu dans une ferme d'élevage de juments élevées pour leur urine.
Les poulains y sont tués dès leur naissance.
Vaughan est la prochaine victime : elle est enlevée et emmenée dans un abattoir pour chevaux où elle est retrouvée suspendue à un crochet à viande.
Borgsen s'attaque à ses poursuivants : Falkner est assommé, l'adjoint du shérif est blessé par balle et Franck subit une tentative de meurtre mais y échappe de justesse.
Soudain, une horde de chevaux apparaît, renverse Borgsen qui meurt piétiné sous leurs sabots.
21. Yaponchik (Maranatha)
New York, Brighton Beach, Yaponchik assassine, pour la troisième fois en peu de temps, une personne.
Afin d'éviter une reconnaissance de la victime par la police, le tueur explose le visage de ses victimes en leur tirant en plein visage à l'aide d'un pistolet de calibre 12.
L'enquête est menée par Frank, deux policiers McCormick (New York), Yura Surova (Moscou) et un agent secret Andrei Medikov.
Sur l'un des corps, Frank remarque la forme "V" inversée.
Il n'en comprend pas la signification.
Pour les besoins de l'enquête, Frank fréquente le milieu russe de la nuit notamment une discothèque où sont employés Yura et Andrei qui y travaillent incognito.
Yaponchik s'approche et, alors qu'il est reconnu par un client, tue Andrei d'une balle en plein visage.
Frank apprend que le nom "Yaponchik" désigne une sorte de croque-mitaine russe, une figure maléfique.
Watts étudie les symboles retrouvés sur les corps et découvre une partie du monogramme du Christ.
Il a aussi étudié les croyances russes qui affirment que Yaponchik est derrière l'accident nucléaire de Tchernobyl qui serait prédite dans la Bible.
Une photo prise à Tchernobyl montre Yura et Andrei posant ensemble.
Frank se rend compte que les deux comparses étaient présents, en 1986, à la centrale et qu'ils adhéraient à la prophétie du croque-mitaine.
Frank pense que Yura – ainsi que tous les russes rencontrés – mène une chasse aux sorcières et surveillait le dancing pour attraper le Yaponchik qu'ils considèrent comme l'Antéchrist.
L'investigation se poursuit : un prêtre permet l'identification d'une victime : il s'agit d'une dame qui restaure des icônes religieuses.
Watts fouille son appartement, découvre qu'elle avait démasqué l'identité du Yaponchik et lui offrait de nombreux cadeaux.
Franck, sur la base de ces éléments, propose un profil : le tueur « Yaponchik » abat ses victimes pour faire vivre son identité mythique ce qui a la particularité d'exacerber la peur des adeptes de la prophétie.
Sergei Stepanovich est un citoyen russe rattaché à l'ambassade : il est le véritable assassin, que rencontrent Watts et Franck.
Stepanovich se moque des superstitions russes et invite les enquêteurs à ne pas les prendre au sérieux.
De par son immunité diplomatique, Stepanovich ne peut être inculpé.
Plus tard, Yaponchik s'en prend à deux hommes dans une piscine russe.
Yura est présent et le touche mortellement à la tête.
Frank se rend sur les lieux et observe que la blessure de Yaponchik est conforme à celle décrite dans l'Apocalypse.
En effet, l'Antéchrist y est présenté comme un individu qui va survivre miraculeusement à une blessure mortelle à la tête.
Craignant que Yaponchik survive à sa blessure, ils se rendent à l'hôpital.
Cependant, Yura arrive avant eux et aide Yaponchik à s'échapper par hélicoptère.
Comment cela est-il possible ? Yura a crû Yaponchik qui lui a dit qu'il n'était pas le bon « Yaponchik ».
22. La Colombe de papier - 1re partie (Paper Dove)
Frank, Catherine et Jordan assistent à une réunion familiale à Arlington, Virginie.
Y sont présents : Justine et Tom Miller (parents de Catherine) ainsi que Gil et Dawn (son beau-frère et sa sœur).
Dans le Maryland, à Hagerstown, Henry Dion tue une femme à son domicile.
Il remercie une silhouette portant des lunettes de soleil et à la peau pâle : sans elle, il n'aurait pas trouvé la victime.
La silhouette n'en est guère touchée : elle voulait que le meurtre coïncide avec la présence de Frank dans les environs.
Pendant qu'il conduit le cadavre près des Appalaches, Dion continue de parler à son compagnon.
Le beau-frère de Frank, Tom, évoque à Frank le cas de ses amis C.R. et Adele Hunziger : il y a 4 ans, leur fils, Malcolm a été inculpé pour l'assassinat de sa propre femme.
Depuis lors, son père, C.R. a développé une maladie grave : un cancer du pancréas.
Il va mourir sous peu et refuse de rencontrer une dernière fois son fils : il le pense coupable du meurtre et le considère comme un détritus.
Cela peine sa femme, Adèle, qui le croit innocent.
Elle remet le dossier de l'avocat de la défense à Frank qui n'arrive pas à convaincre C.R de revoir son fils avant de mourir.
Frank décide d'enquêter et constate que le procureur a gagné facilement étant donné la quantité mirobolante de preuves à charge.
Malgré tout, Frank a la conviction que Malcolm n'a pas le profil d'un meurtrier capable de s'en prendre à sa propre femme.
Au contraire, il est d'avis que l'auteur du meurtre d'Hagerstown est aussi celui de quatre autres femmes dans la même région.
Contre l'avis de Catherine, Frank quitte la maison familiale pour enquêter sur un vieux dossier.
La scène de crime se situe dans un parc national.
Frank y croise Chet, un garde-forestier, qui explique que c'est un randonneur non-identifié qui a signalé la présence du corps aux autorités.
Frank soupçonne le signaleur non-identifié d'être le meurtrier.
Son intuition est correcte : Dion contacte la police pour indiquer l'emplacement du cadavre de la ménagère.
Dion se fait attraper par la police après avoir été provoqué par cette dernière.
En effet, les enquêteurs ont utilisé la presse pour faire passer le message suivant : « ce meurtrier est un lâche ».
Dion n'a pas résisté et a contacté la police ce qui a permis de le localiser.
Avant d'être attrapé, il a eu le temps d'assassiner sa propre mère, Marie France, qui l'incitait à tuer ces femmes.
Malcolm Hunziger, innocenté du meurtre, est autorisé à rencontrer son père mourant.
Lors du retour, à l'aéroport, la silhouette pâle observe Frank et sa famille.
Catherine est enlevée et Frank trouve, sur le sol, l'origami que Jordan avait reçu de sa tante Adèle.

#### Deuxième saison (1997-1998)
1. Le Début et la Fin - 2e partie (The Beginning and the End)
La nouvelle saison débute par un monologue de Frank au sujet d'une comète : il se questionne sur le début de sa vie et de sa fin et émet une analogie par rapport à la sienne.
Après ce préambule, l'histoire redémarre là où elle s'était terminée lors du dernier épisode de la précédente saison : l'enlèvement de Catherine par l'homme qui envoie des polaroids à Frank.
Le malfaiteur arrive à s'enfuir et on le voit contempler la même comète que Frank.
Il affirme à un ranger que cette comète annonce une prophétie millénariste et apocalyptique.
Pendant ce temps, la police et le groupe Millennium tentent de le cerner : en vain.
Frank rejoint sa fille dans leur maison.
Elle affirme qu'elle est entourée d'êtres angéliques.
Frank se confie à Watts : il se pose des questions existentielles sur une possibilité de se sacrifier lui-même pour sauver sa femme.
Watts lui confie qu'il a été dans la même impuissance que lui par rapport à une promesse à Dieu concernant l'arrêt d'un meurtrier commettant des infanticides : s'il le met hors d'état de nuire, Dieu lui offrirait en retour le fils qu'il désire tant.
Cela n'est pas arrivé et Watts s'est mis à croire que sa femme ne lui donnait pas de fils à cause de son impuissance à capturer le meurtrier.
Il ajoute que l'homme aux polaroids s'intéresse à Frank parce que lui-même compte pour le groupe Millennium.
Frank est surpris d'apprendre qu'il a accès à présent à davantage d'informations confidentielles : il croyait être complètement admis en le groupe Millennium.
Pour dresser le profil du ravisseur et le retrouver, Frank se rend compte qu'il doit rentrer dans une profonde introspection : c'est à lui à remettre en ordre les éléments du puzzle qui sont tous devant lui.
Il parvient à trouver des indices qui l'amènent à mettre en évidence une adresse où se trouve une maison qui est abandonnée.
Il n'y trouve rien si ce n'est un nouveau polaroid présentant une nouvelle maison.
Frank la retrouve grâce à son ordinateur et part l'explorer seul mais armé.
Il retrouve Catherine dans la cave attachée par les mains au plafond.
Voulant la libérer, il est ébloui par le flash d'un appareil photo.
Il attaque son agresseur, se bat avec lui et le tue si brutalement que Catherine en est profondément choquée au point de détourner le regard : elle ne reconnaît plus son mari.
Elle pense qu'il a sacrifié quelque chose en lui-même pour sa famille : il a changé considérablement, a besoin de temps pour s'y faire et lui demande de prendre de la distance.
Frank comprend : il fait sa valise et quitte sa famille.
2. Attention, chien méchant (Beware of the Dog)
Un couple est attaqué par une meute de chiens dans leur camping-car aux abords d'une ville inconnue : Bucksnort.
La famille de Frank subit une profonde transformation : le couple est dans la perspective de vendre leur maison, Catherine vit avec un ami pendant que Frank occupe, seul, un appartement. Jordan est en situation de garde partagée.
Cette situation préoccupe Frank qui peine à démarrer l'enquête sur le meurtre du couple.
Frank gagne la petite ville et est considéré, à tort, comme le nouveau shérif par ses habitants.
De ce fait, les citoyens se confient à lui : un ancien habitant de Los Angeles, Michael Beebe, soupçonne son vieux voisin d'être le meurtrier et exhorte Frank d'enquêter sur son cas.
Alors qu'il commence à investiguer la scène du crime et que la nuit tombe, Frank est lui-même poursuivi par la meute.
Elle l'attaque alors qu'il cherche un abri.
L'enquêteur se bat de son mieux, tue un chien mais personne ne lui ouvre sa porte : ni les gens présents en l'hôtel et en l'hôpital ne répondent à ses appels.
Le chien tué est récupéré par un vieil homme dans un camion que suit alors la meute qui s'éloigne à sa suite.
Sous le coup de l'agression, Frank tombe évanoui mais se réveille rapidement à moitié conscient.
Finalement, les gens en l’hôpital s'occupent de lui tout en discutant de la discussion.
Frank entend tout ce qu'ils disent tout en pensant qu'il y a d'autres forces à l’œuvre qu'une meute de chiens meurtrière.
Il continue son enquête en explorant une forêt.
Il y découvre des obélisques sur un talus.
Beebe apparaît près de lui autant que le vieil homme et les chiens.
Frank exige le retrait des bêtes au vieil homme qui affirme qu'il n'est pas leur maître.
Néanmoins, la horde se retire.
Frank remarque la présence du symbole de l'ourobouros – qui est aussi celui du groupe Millennium - sur l'obélisque.
Il rencontre le vieil homme dans sa hutte près d'un cimetière.
Il discute du groupe Millennium, du symbole de l'ourobouros et de la prophétie millénariste.
Le vieil homme incite Frank à vivre une sorte d'initiation face au mal : il doit faire face aux chiens dans une clairière.
Alors qu'il s'approche, il est frappé de visions concernant Catherine, Jordan ainsi que leur maison jaune.
Face aux bêtes, il ne s'enfuit pas et les canidés finissent par reculer : il a réussi le défi.
Il discute avec le vieil homme qui lui explique qu'au plus l'an 2000 approche, au plus l'équilibre entre les forces bienfaisantes et malfaisantes est compromis.
A ce sujet, Frank remarque une corrélation entre la construction de sa maison de Beebe sur un endroit anciennement protégé et le début de l'attaque des chiens.
Il pense que c'est ce qui a créé le déséquilibre en la petite ville.
Le vieil homme pense que Beebe, qui a fui Los Angeles à cause du crime pour s'enfermer égoïstement dans sa maison, est le facteur déséquilibrant : construire cette maison à cet endroit avec son intention a rompu l'équilibre entre le bien et le mal au sein de la ville.
Frank rejoint son avis : il se rend compte que les chiens ont commencé à attaquer après que Beebe ait construit sa maison sur une propriété auparavant protégée, rompant ainsi l'équilibre délicat.
Le vieil homme affirme que le "crime" que Beebe a fui en ville n'est pas mauvais mais que la peur qui le maintient enfermé égoïstement dans sa maison est ce qui rompt l'équilibre au profit du maléfique.
Frank pense que Beebe va être attaqué par les chiens.
Il accourt à sa maison et supplie Beebe de la quitter, acte qu'il refuse de poser.
En sortant, les chiens sont présents et encerclent la maison.
Le vieil homme intervient en incendiant la demeure de Beebe qui est réduite à un tas de cendres.
En rentrant chez lui, Frank enlève le panneau de vente de sa maison : il veut la garder et affirme à Catherine qu'ils s'y rendront à nouveau tous ensemble quand sa famille sera redevenue un foyer.
3. Génome en péril (Sense and Antisense)
Frank est contacté par Giebelhouse pour retrouver « Patient zéro », un afro-américain atteint par un microbe contagieux.
L'homme a déclaré sa maladie dans un taxi qui l'a conduit à l'hôpital.
Les médecins associent ses symptômes à une prise de stupéfiants.
Alors qu'il est soigné, Wright et Patterson surgissent dans le hall du dispensaire.
Patient Zéro les reconnaît et explique à Knox, le taximan, qu'ils veulent le tuer.
Ils s'enfuient.
La zone est mise en quarantaine par les deux poursuivants.
Frank rejoint le centre de crise du CDC et écoute le briefing stipulant que le virus est originaire du Congo.
Le fugitif est appréhendé dans les bureaux d'un média « Afro-Sentinel » : il voulait que la rédaction imprime son histoire liée à des tests médicaux à caractère raciste.
Croisant Frank, Zéro tache volontairement la chemise de Frank avec son sang au niveau de son dos.
Le liquide est analysé et révèle que le "malade" n'est pas contaminé par le virus.
Plus étonnant encore, le centre de crise du CDC s'est évaporé sans ne laisser aucune trace.
Frank comprend qu'il a été manipulé pour coincer Patient Zéro.
Il mène son enquête et découvre que des personnes utilisent des sans-abri pour mener des expériences tout en impliquant le groupe Millennium.
Un sans-abri armé, violent et menacé est tué par deux policiers.
Frank arrive à obtenir, en secret, un échantillon du sang de la personne.
Il constate aussi qu'il est écrit sur un brancard les lettres « D.O.E » pour département d'énergie.
Grâce à ces éléments, Frank et Watts pensent que le gouvernement est en train de mettre au point une nouvelle arme qui rend les gens violents via une manipulation génétique.
La comparaison des ADN de Patient Zéro avec le sans-abri stupéfait les enquêteurs : leur génome est identique.
Cela signifie que leur folie a été génétiquement provoquée.
Le groupe Millennium pousse l'enquête le plus loin possible et, avec la police, attaque un bureau anonyme lié au département de l'énergie.
Ils y trouvent Patient Zéro sous le nom de William R. Kramer, un docteur, qui fait croire qu'il n'a rien à voir avec Patient Zéro.
Frank pense qu'il a possiblement expérimenté l'arme sur lui-même ou a été accidentellement infecté.
Kramer semble être manifestement impliqué : Frank a pu apercevoir une photographie de Kramer en uniforme, au Rwanda là où des milliers de personnes ont été assassinées.
4. Le Monstre (Monster)
Frank est convié à enquêter sur Penny Plott, une gardienne d'enfants à Probity, Arkensas.
Elle est accusée de maltraitance envers mineurs.
L'adjoint de la police Bill Sherman retrouve lui-même des morsures sur le corps de son fils qui ne peut rien dire sous peine de représailles.
Cela donne du poids aux soupçons qui pèsent sur Plott.
Avant de décoller pour le sud des États-Unis, Frank fait les courses avec Jordan qui arbore un comportement inhabituel : elle est agitée ce qui énerve Frank qui en perd son sang-froid.
Catherine emmène Jordan chez le dentiste : elle crache du sang en se brossant les dents.
Il interpelle Catherine sur le fait que Jordan puisse avoir été quelque peu maltraitée.
Catherine ne croit pas que Frank soit capable d'une telle violence.
Jordan avoue que son père a perdu son sang-froid au supermarché récemment.
À la garderie, Frank feint d'être un parent mais il est interpellé par Lara Means qui défend Plott.
Soudain, un enfant, Jason Wells, ne sait plus respirer et en meurt en dépit des adultes présents pour le réanimer.
Le légiste attribue sa mort à une crise d'asthme aiguë.
En dépit du manque de preuves, le procureur continue de penser que Plott est responsable de la violence faite aux enfants.
L'enquête trépigne jusqu'à un autre enfant, Danielle Barbakow, témoigne que Plott a agressé physiquement Jason Wells.
Plott est mise aux arrêts.
Interrogée par Sherman, elle lui rappelle qu'elle l'a eu lui-même sous sa garde alors qu'il était enfant et qu'elle est irréprochable en trente-six ans de carrière.
Manquant d'éléments concrets compromettants, Plott obtient une libération sous caution.
Sherman avoue douter que Plott puisse avoir mordu son fils.
Frank et Lara sont d'accord avec lui et pensent que Danielle peut avoir tué Jason.
Ils soupçonnent aussi le groupe Millennium de les avoir envoyés sur cette affaire pour les mettre au défi.
Alors qu'il interroge Danielle à son domicile pendant que Lara discute avec sa mère, l'enfant hurle et accuse Frank de l'avoir blessée.
Frank est arrêté pour agression sur mineure.
Il apprend aussi qu'il fait l'objet d'une enquête : il est suspecté d'avoir violenté Jordan.
Frank demande à Lara de comparer la blessure de Danielle avec le coin en forme d'aile angélique d'une commode chez les Barbakow.
Les motifs correspondent ce qui innocente Frank.
La mère de Danielle avoue que sa fille s'est elle-même infligée cette blessure.
Frank est libéré, Catherine est présente.
Elle est désolée pour l'enquête concernant les blessures de Jordan.
5. Un simple brin d'herbe (A Single Blade of Grass)
Des personnes masquées forcent un amérindien, Daniel Olivaw, à ingérer du venin de crotale.
Joe Reynard, le leader du groupe, exige qu'il leur partage ses visions mais il décède.
Son cadavre est retrouvé dans un chantier de Manhattan près d'un autre corps momifié et d'un masque.
En observant les corps, Frank constate des ressemblances entre eux.
Sur le chantier, l'ambiance est conflictuelle : le chef de chantier, Powell, souhaite avancer dans la construction tandis que l'archéologue Michaels et son équipe composée d'Amérindiens souligne l'importance de faire des enquêtes archéologiques soigneuses et complètes ce qui demande du temps.
Frank poursuit son enquête sur la base d'une intuition : le meurtre de Daniel a eu lieu dans le sous-sol d'un hôtel proche.
Liz et Frank s'y rendent pour trouver des symboles sur le mur du sous-sol qui ont pour thème la communication avec le monde spirituel.
Frank cherche à comprendre le sens des symboles et interroge des personnes dans un bar.
Il présente à Reynard un symbole aperçu dans une vision.
Un vieil amérindien l'interpelle et lui explique que le dessin exprime un avertissement.
Reynard annonce à ses compères que Frank est l'élu.
L'autopsie de Daniel fait avancer l'enquête : son corps a subi un rituel de la tribu Seneca qui croit à la résurrection des morts après leur passage dans le monde des esprits.
Des objets sont découverts sur le site de fouille : un bâton de prière, un chapelet de prière sur lesquels figurent des éléments chrétiens et amérindiens ainsi que l'un des symboles perçus par Frank lors d'une vision.
Une bagarre éclate entre Reynard et Powell qui a profané les objets sacrés.
Powell décède, peu après le combat, d'une crise cardiaque importante.
Par la suite, Frank découvre un masque sur le siège de son véhicule.
Liz lui explique qu'il a le pouvoir de faire passer la personne qui le porte vers le monde des esprits.
Frank pense qu'une tribu amérindienne millénariste s'est cachée aux yeux de l'homme blanc parmi les tribus traditionnelles.
Elle a développé un mythe apocalyptique raconté sur le bâton de prière et que les symboles représentent deux élus : Daniel et son voyage au pays des morts et Frank qui pourra passer, une fois mort, une porte spirituelle.
Soudainement, Frank est enlevé par les Indiens qui le contraignent de boire le poison.
Frank explique que les visions qu'il pourrait avoir ne sont pas provoquées par le venin.
Il a la vision d'un troupeau de bisons qui revient et que la tribu millénariste va se rassembler.
Liz intervient avec des policiers, sauve Frank et arrête Reynard ainsi que sa bande.
Pendant qu'ils sont déférés, quatre bisons s'enfuient d'un spectacle de rodéo tout proche.
6. La Malédiction de Frank Black (The Curse of Frank Black)
L'histoire débute lors de la soirée d'Halloween.
Frank vit des événements paranormaux consécutifs : une bougie s'éteint toute seule pour se rallumer quelques minutes plus tard tout aussi spontanément ; il voit apparaître un diable de la Géhenne sur le trottoir puis disparaître quelques instants plus tard.
Dans la soirée, Jordan exprime qu'elle ressent le mal être présent dans une des maisons et que, dans l'une d'entre elles, des fantômes sont présents.
Frank rejette fermement l'idée mais est pris de flash-back où il se remémore sa propre expérience d'enfant un jour d'Halloween : il a cinq ans, frappe à la porte d'une ancienne maison où vit Crocell, un ancien militaire qui a perdu énormément d'amis lors des combats.
Crocell apparaît sur le pas de la porte lugubre.
Il fait entrer Frank et lui explique la signification d'Halloween : les esprits des morts viennent visiter les vivants.
Il interroge Frank pour savoir si c'est vrai.
L'enfant affirme que les fantômes n'existent pas.
Cela touche profondément l'homme âgé qui, bien que résigné, accepte l'idée bien qu'elle l'enfonça davantage dans sa dépression.
Le flash-back prend fin.
Sur le chemin du retour, la voiture de l'enquêteur tombe en panne.
Frank ne s'aperçoit pas que le compteur du véhicule ainsi que sa montre affichent « 2-6-8 ».
Ces chiffres reviennent sans cesse tout le long de l'épisode.
Frank se balade dans le quartier et tombe sur l'ancienne maison jaune abandonnée où il vivait avec sa famille lors de la première saison de la série.
Des adolescents détériorent la maison en lançant des œufs pour casser un maximum de vitres.
Frank les chasse pour ensuite pénétrer dans l'habitation.
Il se souvient des moments heureux partagés avec sa famille.
Des chuchotements se font entendre et emmènent Frank au sous-sol.
Tout d'un coup, un adolescent apparaît avec ses amis.
Il explique à Frank comment y est mort Bletcher et qu'un fantôme hante à présent la maison attendant que la malédiction de Frank Black soit levée.
Frank donne son identité aux jeunes qui s'enfuient, paniqués.
Cela réveille un souvenir en la mémoire de Frank : la réaction de ses amis quand ils ont appris que Crocell s'était suicidé.
Frank trouve une Bible en quittant la maison sans s'apercevoir qu'elle est ouverte aux Actes des Apôtres.
Sur le pas de la porte, il trouve une boîte d’œuf laissée par les adolescents.
Il prend un œuf et le jette sur la maison, dépité.
De retour chez lui, Frank est surpris de voir la lumière de la lanterne être allumée.
Il décide de classer son courrier sans se rendre compte que toutes les enveloppées sont marquées des lettres « ACT ».
Il s'installe devant la télévision où les chiffres « 268 » apparaissent sans cesse dans des synchronicités qui n'échappent pas cette fois à Frank.
Il réfléchit et se souvient que Crocell habitait le numéro 268.
Il se souvient aussi de la Bible aperçue à la maison jaune.
Il y cherche le chapitre « 26 », verset « 8 » dans le livre des Actes des Apôtres et peut y lire :
"Pourquoi pensez-vous qu'il soit incroyable que Dieu ressuscite les morts ? ".
Soudain, Frank entend un grattement anormal au grenier.
Il s'y rend et croise Crocell qui lui explique qu'il a quitté ce soir le royaume des morts pour venir parler à Frank pour l'avertir d'un grave danger : il est en train de sombrer en devenant, jour après jour, un peu plus comme Crocell.
Le fantôme lui exhorte de quitter le groupe Millennium, de retourner vers sa femme et sa fille pour mener une vie épanouissante et paisible.
Frank prend la décision de changer de cap et de ne pas devenir comme Crocell : il retourne à la maison jaune pour nettoyer la souillure qu'il a causée avec l’œuf.
Le diable de la Géhenne apparaît et tente de le dissuader de poursuivre le nettoyage.
Bien que paralysé, Frank arrive à ne pas l'écouter et va jusqu'au bout de son acte.
Ce nettoyage est un geste cathartique fort pour Frank : il prend résolument une autre voie que celle de la dépression et du suicide.
7. Apocalypse 19, verset 19 (19:19)
L'épisode débute avec la présence d'un homme qui utilise différentes télévisions ainsi qu'une radio.
Sur le sol, il note les informations du jour qui s'accumulent vers un point vide où il écrit le mot « Je ».
Bible à la main, il sort de sa roulotte et voit une scène apocalyptique : le monde est dévasté par le nucléaire qui est en cendres.
Frank et Watts enquêtent sur la disparition d'un bus qui transportait des enfants dont Jessica Cayce, la fille chargée de l'enquête.
Le conducteur, Vernon Roberts, semble être innocent et est lui aussi une victime d'un enlèvement.
Le véhicule est retrouvé au fond d'une rivière sans que personne ne s'y trouve.
En examinant le sac à dos de Jessica, Frank a la même vision que l'homme vivant dans la roulotte.
Il découvre aussi un transfert de peinture blanche sur la porte de secours du bus : l'auteur de l'enlèvement et son complice ont utilisé une fourgonnette blanche pour transporter leurs victimes.
Sur l'autoroute, un véhicule de ce type est repéré, pris en chasse par les autorités mais il s'avère que c'est un groupe de météorologues qui chassent les orages.
Ils signalent à Frank que la situation devient dangereuse : le front de tempête est proche et peut créer une tornade destructrice.
L'homme de la roulotte et son acolyte contraignent les otages à pénétrer dans une caravane ensevelie dans un champ.
Il est particulièrement mécontent car un enfant est manquant : il faut absolument que dix-neuf personnes soient présentes or elles ne sont que dix-huit.
Le ravisseur force le chauffeur à identifier l'enfant manquant qui lui indique où il vit.
Il se rend chez lui par effraction.
Frank y est présent avec le shérif Cayce : il n'a pas raté une synchronicité à la radio parlant de l'Apocalypse chapitre 19, verset 19.
Frank a compris que le criminel voulait à tout prix enlevé dix-neuf personnes mais qu'un jeune était absent ce jour-là.
Les deux hommes s'affrontent : Franck est victorieux et le ravisseur est mis sous les verrous.
Grâce aux informations de Millennium, Frank arrive à localiser sa caravane.
Il peut établir le profil de Matthew Prine: c'est un millénariste qui croit en le combat du bien contre le mal.
Pour Frank, il n'est pas un criminel : il se croit investi d'une mission : il veut aider le camp du bien en enlevant un enfant en particulier qui est un pacificateur pour le sauver d'une attaque imminente.
Lara Means constate que Prine se touche la main alors qu'il exprime de la culpabilité.
Une analyse de la terre présente sur ses vêtements est effectuée.
L'échantillon est composé d'une quantité anormale d'aluminium ce qui est caractéristique d'un sol minier ou de carrière.
L'adjoint du shérif conduit Prine à une carrière d'aluminium tandis que les autres policiers observent son comportement.
Au moment où il passe près de la tombe où sont enterrés les enfants, Prine se met à se gratter la main.
Le complice de Prine, caché, ouvre alors le feu sur le policier.
Frank et Cayce interviennent mais, soudain, un orage puissant se déclara, une tornade naquit, aspira Prine tout en soulevant un énorme container de marchandises.
Le cyclone, dissipé, a ouvert le trou de la tombe.
Les enfants en sortent vivants.
Cayce se réjouit de retrouver sa fille que Frank pense être la future sauveuse dont parlait Cayce.
8. La Main de Saint-Sébastien (The Hand of Saint Sebastian)
L'action débute en l'an 998.
Une personne s'enfuit avec une relique: la main momifiée de Saint Sébastien.
Trahi par un de ses condisciples, il est abattu par des flèches.
En cherchant sur le corps l'objet sacré, le traître fait apparaître un tatouage d'ouroboros : l'homme tué était membre du groupe Millennium.
Après le générique, Frank est interpellé par Watts qui lui demande de l'aide pour résoudre une affaire non-autorisée par le groupe Millennium.
Frank accepte sans pour autant connaître un seul élément de l'enquête : Watts ne lui a rien dit.
Les enquêteurs se rendent en Allemagne où le docteur Schlossburg a été assassiné trois jours auparavant alors qu'il se trouvait dans un laboratoire où une momie était autopsiée.
La police allemande les interpelle et les emmène au poste pour être interrogés.
Ils sont immédiatement relâchés et le capitaine de police assure qu'ils vont les aider dans leurs recherches.
Cependant, ils déchantent rapidement : le légiste a brûlé par erreur le corps de Schlossburg.
Dépités, ils regagnent leur voiture de location qui a été piégée par une bombe.
Watts a eu le temps de remarquer la présence d'un fil électrique anormal qui lui a mis la puce à l'oreille.
Heureusement, les deux hommes ont pu s'extraire juste à temps du véhicule qui explose violemment.
Frank établit des liens : celui qui a tué le docteur veut les assassiner à leur tour.
Watts lui donne des éléments supplémentaires : Schlossburg étudiait un corps momifié datant du début de la chrétienté lorsque le groupe Millennium a été créé.
Ils sont interrompus lorsqu'ils remarquent que deux individus les filent.
De retour à leur hôtel, ils croisent Cheryl Andrews, un membre de Millennium qui offre son aide.
Watts refuse gentiment.
L'enquête se poursuit : Watts arrive à découvrir le mot de passe de l'ordinateur de Schlossburg qui s'avère ne pas être mort.
Reprenant conscience à l’hôpital, il affirme à la police que son agresseur est Watts.
Frank donne rendez-vous à Watts dans le labo de Schlossburg qui explique tous les détails : L'Ordre des Chevaliers des Chroniques était millénariste et avait averti que de graves troubles allaient toucher la société à l'approche de l'an 2000.
Il avait en sa possession une relique, la main de Saint Sébastien, qui donnait à son possesseur toutes les connaissances pour vaincre les maux engendrés par l'approche du millénaire.
La relique a été cachée en une tombe que Schlossburg a découvert.
Watts et Frank apprennent que le docteur est bien vivant et le rencontre à l'hôpital.
Le médecin affirme qu'il a été approché par un usurpateur qui s'est fait passer pour Watts puis révèle où se trouve la tombe de l'Ordre : dans une tourbière.
Les enquêteurs se mettent à sa recherche, Schlossburg est assassiné.
Watts et Frank découvrent bien une main momifiée ainsi qu'un corps lui aussi momifié.
Peu après, Watts est arrêté pour le meurtre du docteur.
Frank poursuit seul l'enquête et s'adjoint l'aide d'Andrews qui s'avère être un traître.
Il tente de capturer Frank avec l'aide de deux complices.
La police allemande intervient à temps et arrête les trois hommes.
Frank interroge Andrews qui a piégé Watts afin de porter atteinte à la crédibilité du groupe Millennium.
Frank a pu, à son tour, piéger Andrews qui s'est fait passer pour Schlossuburg sur Internet.
Watts est libéré et, avec l'aide de Frank, se met à étudier la momie qui n'apporte pas beaucoup de réponses.
Frank pense qu'elles se trouvent au fond de lui-même.
9. Le Jugement dernier (Jose Chung's Doomsday Defense)
Franck est appelé pour enquêter sur la mort d'un certain Joseph Ratfinkovitch à la suite d'une électrocution suspecte.
L'auteur Jose Chung interpelle les enquêteurs en affirmant être lié à la mort de Ratfinkovitch.
En effet, l'écrivain écrit des nouvelles dans le magazine Playpen sur une religion « l'égosophie » ce qui déplaît à l'institut qui organise le culte.
Il censure le magazine en achetant l’entièreté des publications mais Ratfinkovitch a réussi à s'en fournir une et l'a appréciée.
Il faut comprendre que Ratfinkovitch est le nom donné par le culte à toute personne excommuniée pour avoir critiqué son organisation.
Chung, quant à lui, diffuse une sorte de parodie du culte dans le magazine et le critique par ce moyen.
Il explique à Franck que Ratfinkovitch a rencontré M. Smooth, un égosophe.
Ce dernier a utilisé une machine pour influencer Ratfinkovitch et s'est électrocuté lors d'une manipulation maladroite de l'appareil.
Franck est sceptique.
Chung reconnaît avoir menti.
Les enquêteurs rencontrent M. Robbinski qui est le porte-parole du culte.
Il affirme que les adeptes ne peuvent tuer.
C'est faux : Smooth est pris par une violente colère meurtrière après avoir lui aussi lu l'histoire de Chung.
Il lui envoie un paquet d'un clown empalé de poignards.
Franck apprend l'existence du colis.
Chung décrit des analogies entre ce qu'il écrit et la réalité : avant tout meurtre, c'est le même type de menace qui est lancé.
Un autre meurtre est commis aux abords d'une université.
Chung y accompagne Frank.
C'est un spécialiste de Nostradamus, le professeur Amos Randi qui a été assassiné.
Frank émet un profil : l'assassin élimine les personnes qu'il considère être les trois antéchrists de Nostradamus.
Il prédit deux autres meurtres qui seront liés à des positions de pouvoir.
Chung offre aussi un profil : le meurtrier est un prophète qui réalise lui-même les meurtres de ses propres prédictions.
Chung prédit la mort de la fille du professeur.
Il voit juste et Franck se trompe : une hôtesse d'accueil d'un cinéma est tuée.
Franck pense que Chung est le troisième antéchrist et se dépêche de se rendre à son hôtel.
Smooth s'y trouve avant lui et le menace avec une arme à feu.
Il lui reproche de nuire au culte de par ses moqueries et histoires.
Il s'enfuit après avoir tiré sur Franck qui intervient à temps.
Smooth est poursuivi par Franck sur les toits.
L'adepte du culte pense, rempli de pensées positives, qu'il peut sauter au-dessus du gouffre entre deux immeubles et meurt.
En même temps, un fanatique de Nostradamus tue Chung avec une pioche.
Franck, interloqué par l'affaire, s'intéresse aux livres de Chung et apprend qu'il avait une vision apocalyptique du millénaire à venir.
10. La Nuit du siècle (Midnight of the Century)
L'épisode démarre par un flash-back qui concerne Franck.
Il a cinq ans et dessine une forme angélique.
Une dame écrit la date sur la feuille : le 24 décembre 1946.
L'action revient au présent : Franck revient chez lui après des achats pour Noël.
Il écoute à moitié les messages vocaux sur son répondeur : l'un provient de sa fille qui le rappelle son spectacle de Noël, l'autre est son père avec qui Franck a coupé les ponts.
Un peu plus tard, l'enquêteur reçoit du courrier : une carte de Noël avec une forme d'ange.
Sur le timbre, la date d'envoi indique le « 24 décembre 1946 ».
Catherine et Jordan viennent fêter Noël chez Franck le 23 décembre.
Jordan montre le cadeau qu'elle a reçu : un animal de compagnie virtuel.
Malheureusement, Franck offre exactement le même cadeau et se rend au magasin pour l'échanger contre un nouveau présent.
C'est à ce moment qu'il a un nouveau flash-back : il se voit demander un jouet à sa propre mère malade.
Revenant à lui, Franck est accompagné par les trois rois mages qui l'influencent à acheter un jouet précis mais il insiste pour offrir la poupée Danny Dinosaur.
En sortant du magasin, Franck a une vision : il voit un jeune homme, Simon dans un reflet d'une vitrine où est placé un mannequin en forme d'ange qui préside à une scène de la nativité.
Simon répète par trois fois « demain ».
Ces mots ont été prononcés par la mère de Franck dans sa précédente vision.
Quand il veut apostropher Simon, il n'est plus là.
Lors du spectacle de Noël de Jordan, Franck perçoit à nouveau Simon qui est debout au fond d'une église.
Simon explique que les esprits de ceux qui sont prédestinés à mourir l'année prochaine vont à l'église pour chercher leur futur partenaire.
À la fin du spectacle, Catherine montre à Franck un dessin de Jordan qui a dessiné ce qui ressemble à un ange.
Jordan affirme que cet ange a été envoyé par sa grand-mère décédée pour l'aider.
La famille se rencontre à nouveau pour offrir les cadeaux.
Franck se rend compte que Jordan a reçu la poupée Danny Dinosaur au Noël précédent.
Il retourne au magasin de jouets et demande aux trois rois mages une nouvelle poupée.
Ils lui indiquent un rayon où se trouve des poupées d'ange.
Quand Franck en prend une, il a une vision macabre : elle se transforme en un horrible masque mortuaire.
Franck se refuse d'offrir un tel cadeau à sa fille et rentre chez lui les mains bredouilles.
Il fouille dans ses affaires d'enfance et tombe sur un dessin qui est le même ange que celui de Jordan.
Franck décide d'inviter Lara Means pour lui partager son vécu de la journée.
Elle lui confie qu'elle est capable de ressentir la présence des morts et qu'elle a un don de prédiction des décès à venir.
Pour elle, les anges sont des porteurs de message : ils tentent d'entrer en contact avec Franck pour lui en délivrer un.
Franck décide de retourner à la source : il se rend chez son père Henry, dans la chambre où sa mère est décédée.
Il est fasciné par ce qu'il découvre : toute la pièce est tapissée d'images angéliques.
Franck a un nouveau flash-back où il revoie sa mère lui dire au revoir pour toujours.
Franck discute ensuite avec son père qui explique que sa femme a pu prédire avec précision la mort du frère de Franck lors de la seconde guerre mondiale, en Normandie, en 1945.
Plus tard, elle prédira sa propre mort.
Henry a cru sa femme mais a voulu la protéger d'un internement psychiatrique et ne lui a pas permis d'en parler.
Cela a causé un conflit grave dans le couple qui s'est séparé.
Il avoue avoir traité sa femme comme une malade mentale alors qu'il la croyait au fond de lui-même.
Un peu avant de mourir, elle a confié qu'une fois passer de l'autre côté, elle déplacerait une figurine d'ange reposant sur un meuble.
Rien n'avait cependant bougé.
Franck partage le dessin de Jordan à son père qui, ému, lui remet en échange la figure d'ange à offrir à sa petite-fille.
Il retrouve sa famille à l'église, remet la figure à Jordan qui affirme que sa grand-mère insiste pour que la statuette lui revienne.
La scène finale se passe au cimetière : Jordan et Franck voient des fantômes dont Henry, son propre père.
La cohorte de fantômes disparaît, Franck est soulagé d'avoir apaisé ses tensions avec lui.
11. Goodbye, Charlie (Goodbye, Charlie)
L'action commence dans une chambre d'hôtel où Preston : Williams, un malade en phase terminale, est mis à mort par Steven Kiley à l'aide d'une "machine à suicide".
Williams est sanglé et bâillonné dans un lit dans une ambiance musicale.
Kiley force Williams à appuyer sur le bouton de la machine qui lui injecte une solution létale.
Lara et Frank sont contactés par le groupe Millennium qui les oriente sur l'enquête du prétendu suicide de Williams.
Les enquêteurs remarquent rapidement que l'homme ne s'est pas suicidé mais a bien été tué.
Kiley, travaillant comme bénévole dans un centre d'aide d'urgence de Seattle, trouve une nouvelle proie : Eleanor une femme malade, qui est isolée socialement et ne trouve personne avec qui parler de sa maladie.
Kiley se lie d'amitié avec elle et est touchée par l'empathie véritable que lui manifeste Kiley.
Franck et Lara sont présents lors des funérailles d'une autre personne et remarque une composition florale qui les intrigue : la carte attachée aux plantes est signée « Dr S.Kiley ».
Après une rapide recherche, les enquêteurs constatent qu'aucun docteur n'existe à ce nom.
Cependant, il leur évoque quelque chose.
Soudain, ils sont interpellés par le policier surveillant l'hôtel : un suspect a été remarqué.
Rapidement, Frank et Lara fouillent les lieux et découvrent Eleanor inconsciente, sanglée, bâillonnée et reliée à une machine.
La musique « Goodbye Charlie » est jouée en fond musicale.
Kiley a été alerté de leur venue et a pu s'échapper avec succès.
L'étude de la machine montre que ses rouages viennent d'un hôpital abandonné.
Les enquêteurs l'investissent et découvrent des cadavres dans des tiroirs.
Frank est pris de visions et apprend que le suspect était médecin dans cet office de santé.
Il a eu une révélation puissante et à tenter de sauver la vie de ses patients en les euthanasiant.
Pour piéger le suspect, Frank et Lara feignent d'être atteints d'une maladie mentale et se rendent au centre d'aide d'urgence.
Ils y croisent Kiley qui donne un coup de main en tant qu'infirmier.
Lara se rend compte que le nom de « Steven Kiley » est celui d'un docteur dans une série télévisée « Marcus Welby ».
"Kiley" alias Ellsworth Beedle est emmené en salle d'interrogatoire en les locaux de la police.
On en apprend un peu plus sur lui : diplômé de l'université d'Harvard, il raconte qu'il a choisi de quitter le métier de médecin pour celui d'infirmier parce qu'il est plus près des gens.
Il révèle qu'il est en contact avec une réalité ésotérique dont parle bien des cultures dans le monde.
Il l'a découverte en accompagnant une dame âgée en phase terminale qu'il a euthanasiée.
Manquant de preuves à charge contre lui, les policiers sont obligés de le relâcher.
Kiley incite plusieurs personnes en phase terminale du centre d'aide à le rejoindre au domicile de Mabel Shiva qui est la réceptionniste de l’hôtel où Kiley euthanasie les gens.
Mabel est son bras droit et c'est elle qui avait averti la police de leur descente alors qu'il tentait de tuer Eleanor.
Frank, réalisant tout cela et sachant que Kiley doit chercher à se soulager de l'angoisse de l'interrogatoire, se rend l’hôtel pour constater que toutes les personnes présentes se sont suicidées sauf Kiley qui a laissé un mot avant de prendre la fuite : « Tout ceci n'est pas mon choix ».
12. L'Éveil (Luminary)
13. La Chambre du mystère (The Mikado)
14. Les Aliénés du diable (The Pest House)
15. Les Chouettes - 1re partie (Owls)
16. Les Coqs - 2e partie (Roosters)
17. La Sirène (Siren)
18. Un enfant en Arcadie (In Arcadia Ego)
19. Anamnèse (Anamnesis)
20. L'Apprentissage de l'ordinaire (A Room with No View)
21. Analyse diabolique (Somehow, Satan Got Behind Me)
22. Le Quatrième Cavalier - 1re partie (The Fourth Horseman)
23. L'heure est proche - 2e partie (The Time is Now)

#### Troisième saison (1998-1999)
1. Les Innocents - 1re partie (The Innocents)
2. Exégèse - 2e partie (Exegesis)
3. Ceux qui survivront (Teotwawki)
4. Trauma (Closure)
5. Treize ans plus tard (…Thirteen Years Later)
6. Ossements (Skull and Bones)
7. Recommencement (Through a Glass, Darkly)
8. Démons intérieurs (Human Essence)
9. Omerta (Omerta)
10. Sursis (Borrowed Time)
11. Lésions de guerre (Collateral Damage)
12. Le Bruit de la mort (The Sound of Snow)
13. Antipas (Antipas)
14. Matriochka (Matryoshka)
15. Forcer le destin (Forcing the End)
16. Jordan contre Lucas (Saturn Dreaming of Mercury)
17. L'Œil de Darwin (Darwin's Eye)
18. Bardo Thodol (Bardo Thodol)
19. Sept ans de malheur (Seven and One)
20. Nostalgie (Nostalgia)
21. Le Chemin de croix - 1re partie (Via Dolorosa)
22. La Fin d'un temps - 2e partie (Goodbye to All That)

### Épilogue

#### Incursiondans lasérieX-Files: Aux frontières du réel(1999)
Millennium (quatrième épisode de la septième saison)
À l'approche du passage à l'an 2000, Frank Black est sollicité par les agents du FBI Mulder et Scully pour une affaire liée au groupe MillenniuM.
Sa fille Jordan apparaît également dans l'épisode.

## Commentaires

Logotype du titre de la série.

La FOX, qui diffusait le programme, fit pression pour que le rôle de Frank Black échoie à William Hurt, mais Chris Carter resta ferme sur son choix de Lance Henriksen, pour qui il avait créé le rôle. Le succès rencontré par les X-Files permit également à Chris Carter de disposer de tout un mois pour tourner le pilote de la série, un délai bien supérieur à la normale.
Le titre MillenniuM est écrit avec deux « M » majuscules. Dans l'écriture romaine, le « M » majuscule désigne le nombre 1000, année symbolique de l'Apocalypse. Le choix typographique sous-entend que la nouvelle apocalypse serait en l'an 2000. La première saison relate les enquêtes de Frank Black, ancien criminologue du FBI désormais retraité. Black est doté d'une caractéristique étrange qu'il appelle sa « malédiction » (voir épisode : la malédiction de Frank Black). En présence d'un lieu du crime, il a des visions floues et stroboscopiques qui le renseignent sur la personnalité du tueur, ses angoisses, ses désirs.
Installé à Seattle avec sa femme Catherine et sa fille Jordan dans une paisible maison jaune, Frank Black continue néanmoins ses enquêtes en tant que consultant auprès du groupe Millennium, spécialisé dans les affaires de tueurs en série les plus énigmatiques.
Passée une première saison où Frank Black se voit confronté à des assassins aux méthodes les plus sophistiquées, la série prend une tournure plus fantastique en nous révélant qu'un combat invisible entre anges et démons se cache derrière l'émergence du Mal en cette fin de millénaire, prélude à l'Apocalypse.
Frank Black est secondé en cela par Peter Watts, membre du groupe et non candidat, comme Frank Black, également chargé de le superviser et de juger ses capacités à intégrer le groupe.
On apprend au fil des épisodes que le discret personnage de Peter Watts a occupé pendant dix ans le poste de directeur-adjoint du FBI, avant de démissionner à la suite d'une profonde dépression occasionnée par la découverte d'un bébé mutilé. Ses connaissances semblent vastes, de la criminologie à la médecine aux langues étrangères (il parle couramment l'allemand), mais son aptitude à dresser des profils de tueurs se révèle bien moins aiguë que celle de Frank Black.
Ainsi, le véritable but du groupe Millennium, en réalité une société ésotérique, serait de choisir soigneusement ses membres en les confrontant au Mal, afin de choisir les élus destinés à survivre à l'Apocalypse prévue pour l'an 2000. On trouve deux courants au sein du groupe, les Chouettes et les Coqs, le premier défendant la thèse du cataclysme de l'an 2000.
La seconde saison amorce ainsi un virage radical où prophéties et évènements bibliques sont revisités, délaissant le principe de la chasse aux tueurs en série de la première saison, en réalité simple surface de l'iceberg d'un plan manichéen bien plus universel.
La troisième et ultime saison, par la reprise en mains de la série par Chris Carter, se voit confrontée au mélange des deux premières saisons : profilage classique et fantastique se mêlent. Cette saison remet en cause le « leitmotiv » du groupe Millennium par Frank Black qui retourne au FBI après une période de deuil pour sa femme Catherine, décédée à la fin de la seconde saison. Intrigues policières, fantastique, dépression et névroses de Frank Black rythment cette saison. Dans cette saison, le rôle de Jordan, la fille de Frank Black, prend de plus en plus d'importance par sa présence et par ses dons hérités de son père.
La série MillenniuM est une série mélangeant les genres : drames, intrigues, humour, ésotérisme, conspiration, sociologie, légendes urbaines, fantastique. Tout y est, et malgré l'aspect sombre du scénario et du générique, on peut assister à de vraies comédies burlesques (dans la seconde et troisième saison surtout) qui annoncent généralement des épisodes plus tragiques (exemple : l'épisode 21 de la saison 2 « Analyse diabolique » (Somehow, Satan Got Behind Me) qui précède les deux derniers épisodes de la saison mettant en scène la fin de Catherine, épouse de Frank Black, et mère de Jordan Black). Ces « intermèdes » comiques, beaucoup utilisés dans la série X-Files du même auteur, permettent de faire retomber la pression dramatique avant d'en entamer une autre.

### Diffusion en France
Par la violence du premier épisode, France 2 a démarré la diffusion par le deuxième épisode. L'épisode pilote « La Seconde Venue » n'a été diffusé pour la première fois qu'en 1999 par Série Club.

### Le véritable groupe
À la base, MillenniuM s'inspire d'un véritable groupe de retraités du FBI, sobrement intitulé le « Groupe de l'Académie ». Ses activités n'ont bien sûr rien d'ésotérique. Le groupe loue ses services à des sociétés privées.

### Une série ésotérique

Stylisation de l'ouroboros, figure adoptée par le groupe MillenniuM.

À la manière d'une initiation ésotérique, la série est ainsi truffée de symboles mystiques uniquement compréhensibles par les initiés.
L'ouroboros, ce serpent se mordant la queue représentant le cycle de l'Univers, est adopté comme figure par le groupe MillenniuM.
L'Apocalypse étant un thème théologique central à l’œuvre, elle comporte également des éléments eschatologiques, notamment dans certaines citations accompagnant l'introduction des épisodes ou encore, des références bibliques.

### Les prémices
Si certains films traitent déjà de la traque de tueurs en série (Le Silence des agneaux, Se7en…), rares sont les séries mettant en scène des profileurs. Fox Mulder, personnage principal de X-Files : Aux frontières du réel, exerce dans certains épisodes cette activité notamment via l'assassin Luther Lee Boggs dans l'épisode Le Message. Le personnage du profileur ayant des visions sera aussi traité à la même époque par la série Profiler.

### Suites
Après la diffusion du dernier épisode de la série, le 21 mai 1999, les téléspectateurs ont tout de même pu retrouver le personnage de Frank Black dans l'autre série créée par Chris Carter, X-Files. Dans le quatrième épisode de la septième saison, intitulé Millennium et diffusé le 28 novembre 1999 sur la Fox, les agents Fox Mulder et Dana Scully sont en effet amenés à faire équipe avec lui, à enquêter sur le groupe Millennium et à empêcher leurs desseins apocalyptiques au passage du nouveau millénaire. Cette ultime apparition de Frank Black constitue la fin de la série MillenniuM et dénonce enfin les véritables buts du groupe MillenniuM.
Une mini-série constituée d'épisodes de quelques minutes consultables sur le web et en anglais, met en scène Jordan Black devenue adulte et confrontée à ses dons.

## Projet de film et retour de la série
Tout comme Lance Henriksen, Chris Carter a régulièrement exprimé son souhait de poursuivre l'aventure avec un long métrage. Durant la promotion de X-Files : Régénération (2008), il avoue avoir plusieurs idées,.